# Materieel van Connexxion
Dit artikel geeft in tabellen een overzicht van (vrijwel) al het materieel dat bij het Nederlandse vervoerbedrijf Connexxion in het stads- en streekvervoer in dienst is of is geweest. De voertuigen staan standaard vermeld in numerieke volgorde, maar kunnen desgewenst gesorteerd worden op bouwjaar, type of status.

## Treinmaterieel
Het treinmaterieel van Connexxion bestond voornamelijk uit treinstellen van het type Protos. Daarnaast bezat Connexxion treinen van het type FLIRT (en vroeger bezat Connexxion ook een trein van het type GTW). Ter overbrugging tot de komst van het eigen materieel huurde Connexxion sinds 2006 een aantal treinstellen Mat '64 van de NS, 836-840 en 844. Na de komst van het eigen materieel werd in later jaren nog één treinstel gehuurd om de kwartierdienst tussen Amersfoort en Barneveld mogelijk te maken, dit betrof eerst 867 en daarna 919 die als enig Plan V stel in Connexxion huisstijl werd beplakt.  
| Nummer(s) | Bouwjaar | Type   | Status                  | Inzet      | Bijzonderheden | Afbeelding |
| --------- | -------- | ------ | ----------------------- | ---------- | --- | ---------- |
| 5031-5035 | 2007     | Protos | Overgedragen aan Keolis | Valleilijn | Stel 5031 draagt de naam van Henk Lambooij, 5033 is vernoemd naar Hans van Dalen en de 5035 draagt de naam Marijke van Haaren. |            |
| 5036      | 2007     | Protos | Gesloopt                |            | Het prototype van de Protos (nummer FTD-01) was als 5036 aangekocht, en werd naar de fabrikant teruggestuurd om gelijk te worden gemaakt aan de 5031-5035. Door overnames en faillissementen bij FTD is het stel uiteindelijk nooit verbouwd en in 2023 gesloopt. |            |
| 5037      | 2013     | GTW    | Verkocht aan Arriva     | Valleilijn | Dit treinstel is onderdeel van een order voor Arriva Vechtdallijnen en kwam in 2013 in dienst bij Connexxion. Met ingang van de dienstregeling 2017 rijdt het stel bij Arriva op de Vechtdallijnen als (10)525. |            |
| 5038-5039 | 2017     | FLIRT  | Overgedragen aan Keolis | Valleilijn | Na de buitendienststelling van de 5037 duurde het nog tot februari 2018 voordat er nieuwe treinstellen in dienst kwamen. Om het materieeltekort op te vangen werden er wisselende treinstellen van Hermes in paren op de Valleilijn ingezet. Vanaf 2 februari van dat jaar trokken de 5038 en 5039 hun baantjes over de voormalige Kippenlijn. Deze FLIRTs zijn besteld samen met de treinstellen voor Keolis Blauwnet. De 5038 is naar Conny Bieze vernoemd. |            |

## Trammaterieel
Tussen 1999 en 2013 verzorgde Connexxion het tramvervoer tussen Utrecht en Nieuwegein / IJsselstein.
| Nummer(s)                                                                                      | Bouwjaar            | Type          | Status | Inzet                        | Bijzonderheden                                                                       | Afbeelding |
| ---------------------------------------------------------------------------------------------- | ------------------- | ------------- | --- | ---------------------------- | ------------------------------------------------------------------------------------ | ---------- |
| 4901, 4905, 4909, 4913, 4916, 4917, 4925, 4929, 4932, 4938, 4940, 4941, 4943, 4946, 4947, 4948 | tussen 1979 en 1988 | Weense E6     | 4905, 4916, 4925, 4929, 4943, 4947 en 4948 over naar Qbuzz, rest en uiteindelijk alle verkocht aan het trambedrijf van Krakau | Spitslijn Utrechtse sneltram | Bijwagens voor motorwagens uit de 4900 reeks                                         |            |
| 1932, 1934, 1935, 1937, 1939, 1940, 1941, 1945, 1946                                           | tussen 1979 en 1990 | Weense C6     | 1935, 1937 en 1941 over naar Qbuzz rest en uiteindelijk alle verkocht aan het trambedrijf van Krakau                          | Spitslijn Utrechtse sneltram |                                                                                      |            |
| 5001-5027                                                                                      | 1982-1983           | Zwitserse SIG | Over naar Qbuzz | Utrechtse sneltram           | 5018 droeg de naam van Alexander Tchernoff, maar is na een botsing in 2010 gesloopt. |            |

## Busmaterieel
Het busmaterieel is in twee tabellen gesplitst. Dit is gedaan op jaar van indienststelling.

### Mei 1999 – heden
Connexxion rijdt in de divisie openbaar vervoer bijna uitsluitend met lagevloerbussen van de merken VDL, MAN, Mercedes-Benz, Solaris, Iveco, BYD en Ebusco.
Voor materieel van de dochterondernemingen zie de artikelen: Hermes, Breng en OV Regio IJsselmond.
De 12 meter versie van de Berkhof Ambassador is de meest voorkomende bus in het wagenpark van Connexxion Openbaar Vervoer. Op het hoogtepunt had Connexxion meer dan 1000 bussen van dit type in gebruik. Inmiddels zijn al vele bussen van dit type uit dienst gehaald en geëxporteerd. In 2013 werden 105 bussen van dit type geëxporteerd naar Ivoorkust (in de loop der tijd gaan er nog meer naartoe). Ook zijn er Ambassadors geëxporteerd naar Duitsland.
In Zeeland werd de Interliner dienst uitgevoerd met Mercedes-Benz Integro's van touringcarbedrijf Van Oeveren.
Hieronder al het materieel dat vanaf mei 1999 in dienst is gekomen bij Connexxion Openbaar Vervoer.
- De VDL Berkhof Ambassador heette tot 2004 Berkhof Ambassador. Ook de bussen tussen 2001 en 2003 staan in de tabel als VDL Berkhof Ambassador aangegeven.
- De bussen van BusiNext en Next waren tot februari 2020 van Taxi Centrale Renesse.

Uitleg status:
- Export = Bus(serie) is geëxporteerd.
- Uit dienst = Bus(serie) rijdt niet meer bij Connexxion openbaar vervoer. De bus(serie) is verkocht en/of is bij geen enkele vervoerder in Nederland meer in gebruik.
- In dienst = Bus(serie) wordt ingezet op de lijndiensten van Connexxion openbaar vervoer (tenzij anders vermeld, bijvoorbeeld Connexxion Taxi Services die openbaarvervoerdiensten rijdt).

Uitleg inzet:
- HWGO = Hoeksche Waard - Goeree-Overflakkee

| Nummer(s)           | Bouwjaar  | Bustype                           | Status                                             | Inzet                                                     | Bijzonderheden | Afbeelding |
| ------------------- | --------- | --------------------------------- | -------------------------------------------------- | --------------------------------------------------------- | --- | ---------- |
| 1002                | ????      | Van Hool A300                     | Uit dienst                                         | Amstelland-Meerlanden                                     | |            |
| 1004                | ????      | Van Hool A300                     | Uit dienst                                         | Amstelland-Meerlanden                                     | |            |
| 1008-1010           | 2010      | Mercedes-Benz Sprinter            | Uit dienst                                         | Utrecht                                                   | Deze bussen waren geen eigendom van Connexxion, maar van Taxi van der Pol. Ze reden tot 11 december 2016 de ritten op lijn 124 (Woerden – Breukelen) in opdracht van Connexxion voor de concessie Provincie Utrecht. De bussen hadden de huisstijl van Connexxion Taxi Services. |            |
| 1011-1030           | 2012      | Mercedes-Benz Citaro LE           | Deels in dienst                                    | HWGO                                                      | Deze bussen zijn geen eigendom van Connexxion, maar van Next en BusiNext. Ze reden op verschillende buslijnen in opdracht van Connexxion voor de concessie Amstelland Meerlanden. De bussen dragen deels de huisstijl van Connexxion. De wagenparknummers van (Busi)Next zijn 500-519. De 500-509 rijden bij Arriva in Brabant. De 510-551 en 516-519 rijden in de concessie HWGO, de 510 en 511 reden op lijn 270 in de regio IJsselmond. De overige bussen rijden het besloten scholierenvervoer in Almere. |            |
| 1039-1041           | 2013      | Mercedes-Benz Sprinter City       | Uit dienst                                         | Utrecht                                                   | Deze bussen waren geen eigendom van Connexxion, maar zijn van Pouw Vervoer. Ze reden op lijn 106 (Gouda – IJsselstein). Dit deden ze tot 11 december 2016 in opdracht van Connexxion voor de concessie Provincie Utrecht. Deze bussen dragen bij Pouw Vervoer de nummers 111-113. |            |
| 1042                | 2009      | Volkswagen Transporter            | Uit dienst                                         | Utrecht                                                   | Deze bus was geen eigendom van Connexxion, maar van Taxi van der Pol uit Woerden. Hij reed in opdracht van Connexxion voor de concessie Provincie Utrecht. |            |
| 1043-1044           | 2008      | Mercedes-Benz Citaro LE MÜ        | In dienst                                          | HWGO                                                      | Deze bussen zijn geen eigendom van Connexxion, maar van Next. De 1044 reed op diverse lijnen in de concessie Amstelland-Meerlanden maar rijdt sinds een onbekend moment in de concessie HWGO. De 1043 rijdt op diverse lijnen in de concessie HWGO. In beide concessies doen ze dit in opdracht van Connexxion. De bussen dragen de huisstijl van R-net. De wagenparknummers van Next zijn 408 en 410. |            |
| 1045                | 2009      | Mercedes-Benz Citaro LE MÜ        | In dienst                                          | HWGO                                                      | Deze bus is geen eigendom van Connexxion, maar van Next. Hij rijdt op verschillende buslijnen in opdracht van Connexxion in de concessie HWGO. Tot een onbekend moment reed deze bus in de concessie Amstelland Meerlanden. De bus draagt de huisstijl van R-net. Het wagenparknummer van Next is 447. |            |
| 1046                | 2008      | Mercedes-Benz Citaro LE MÜ        | In dienst                                          | HWGO                                                      | Deze bus is geen eigendom van Connexxion, maar van Next. Hij rijdt op verschillende buslijnen in opdracht van Connexxion in de concessie HWGO. Tot een onbekend moment reed deze bus in de concessie Amstelland Meerlanden. De bus draagt de huisstijl van R-net. Het wagenparknummer van Next is 409. |            |
| 1047-1049           | 2008      | MAN Lion's Regio                  | Buiten dienst                                      | IJsselmond, Noord-Holland Noord                           | Deze bussen zijn geen eigendom van Connexxion, maar van Smit Reizen. Ze reden op verschillende scholierenlijnen. De wagenparknummers van Smit zijn 706, 710 en 714. |            |
| 1053                | 2007      | Mercedes-Benz Sprinter            | Buiten dienst                                      | Utrecht                                                   | Deze bus was geen eigendom van Connexxion, maar van Taxi van der Pol. Hij reed in opdracht van Connexxion voor de concessie Provincie Utrecht |            |
| 1055                | 2018      | Volvo 9500                        | In dienst                                          | Zeeland                                                   | Deze bus is geen eigendom van Connexxion, maar van AMZ. Hij rijdt op verschillende buslijnen in opdracht van Connexxion in de concessie Zeeland. Het nummer bij AMZ is 459 |            |
| 1058                | 2016      | Setra S 415 LE Business           | Uit dienst                                         | HWGO                                                      | Ex-Syntus Utrecht demobus. Deze bus was geen eigendom van Connexxion, maar van Next. Hij heeft enkele maanden in HWGO gereden. Tot begin 2023 reed hij op een hotelpendel rond Schiphol in een gedeeltelijke Connexxion-kleurstelling. Sindsdien is hij oranje en wordt voor diverse pendeldiensten gebruikt. Het wagenparknummer van Next is 566. |            |
| 1059                | 2009      | Mercedes-Benz Integro             | In dienst                                          | Zeeland                                                   | Ex Qbuzz 3631. Deze bus is geen eigendom van Connexxion, maar van Van Oeveren. Hij rijdt voor Connexxion ritten op verschillende buslijnen in de concessie Zeeland. De bus draagt de Door Zeeland huisstijl. Het wagenparknummer van Van Oeveren is 102. |            |
| 1060-1064           | 2015      | Mercedes-Benz Integro M           | In dienst                                          | Zeeland                                                   | Deze bussen zijn geen eigendom van Connexxion, maar van Van Oeveren. Ze rijden ritten op verschillende buslijnen in opdracht van Connexxion voor de concessie Zeeland. De bussen dragen de Door Zeeland huisstijl. De wagenparknummers van Van Oeveren zijn 95-99. |            |
| 1065-1066           | 2015      | Mercedes-Benz Citaro LE MÜ        | In dienst.                                         | Zeeland                                                   | Deze bussen zijn geen eigendom van Connexxion, maar van Van Oeveren. Ze rijden ritten op verschillende buslijnen in opdracht van Connexxion voor de concessie Zeeland. De bussen dragen de Door Zeeland huisstijl. De wagenparknummers van Van Oeveren zijn 100-101. |            |
| 1067-1070           | 2007      | Mercedes-Benz Integro M           | In dienst                                          | Zeeland                                                   | Deze bussen zijn geen eigendom van Connexxion, maar van Next. Ze rijden ritten op verschillende buslijnen in opdracht van Connexxion voor de concessie Zeeland. De bussen dragen de Door Zeeland huisstijl. De wagenparknummers van Next zijn 92-95. |            |
| 1071-1072           | 2009      | Volvo 8700 RLE                    | In dienst                                          | Zeeland                                                   | Ex Veolia 5869 en 5878. Deze bussen zijn geen eigendom van Connexxion, maar van AMZ. Ze rijden ritten op verschillende buslijnen in opdracht van Connexxion voor de concessie Zeeland. De bussen dragen de Door Zeeland huisstijl. De wagenparknummers van AMZ zijn 447-448. |            |
| 1073                | 2016      | Mercedes-Benz Intouro M           | In dienst                                          | Zeeland                                                   | Deze bus is geen eigendom van Connexxion, maar van AMZ. Hij rijdt ritten op verschillende buslijnen in opdracht van Connexxion in de concessie Zeeland. Het wagenparknummer van AMZ is 449. |            |
| 1074                | 2016      | Volvo 9700                        | In dienst                                          | Zeeland                                                   | Deze bus is geen eigendom van Connexxion, maar van AMZ. Hij rijdt ritten op verschillende buslijnen in opdracht van Connexxion in de concessie Zeeland. Het wagenparknummer van AMZ is 453. |            |
| 1075-1091           | 2007      | VDL Berkhof Ambassador 200        | Deels in dienst                                    | HWGO                                                      | Deze bussen zijn geen eigendom van Connexxion, maar van Next. Ze rijden ritten op verschillende buslijnen in opdracht van Connexxion voor de concessie Hoeksche Waard - Goeree-Overflakkee. De bussen dragen de huisstijl van Connexxion. De wagenparknummers van Next zijn 419-435. De 1081, 1088 en 1091 rijden in de concessie Zeeland. |            |
| 1092-1094           | 2007      | VDL Berkhof Ambassador 200        | Uit dienst                                         | Zeeland                                                   | Ex-Veolia 5308. Deze bussen waren geen eigendom van Connexxion, maar van TCR/Next. Ze reden op verschillende buslijnen in opdracht van Connexxion voor de concessies Zeeland en HWGO. De wagenparknummers van TCR waren 546-548. |            |
| 1095-1096           | 2009      | Mercedes-Benz Citaro LE MÜ        | In dienst                                          | HWGO                                                      | Deze bussen zijn geen eigendom van Connexxion, maar van Next. Ze rijden op verschillende buslijnen in opdracht van Connexxion voor de concessie HWGO (tot een onbekend moment ook in de concessie Amstelland Meerlanden). De bussen dragen de huisstijl van R-Net. De wagenparknummers van Next zijn 448-449. |            |
| 1097-1098           | 2009      | Mercedes-Benz Citaro GÜ           | In dienst                                          | HWGO                                                      | Deze bussen zijn geen eigendom van Connexxion, maar van Next. Ze rijden op verschillende buslijnen in opdracht van Connexxion voor de concessie Hoeksche Waard - Goeree-Overflakkee. De bussen dragen de huisstijl van Connexxion. De wagenparknummers van Next zijn 411 en 412. |            |
| 1099-1102           | 2015      | VDL MidCity                       | Deels in dienst                                    | HWGO                                                      | Deze bussen zijn geen eigendom van Connexxion, maar van Next. Ze rijden op verschillende buslijnen in opdracht van Connexxion voor de concessie Hoeksche Waard - Goeree-Overflakkee. De bussen dragen de huisstijl van Connexxion. De wagenparknummers van Next zijn 978-981. |            |
| 1103                | 2007      | VDL Berkhof Ambassador 200        | Uit dienst                                         | HWGO                                                      | Ex-Veolia 5308. Deze bus was geen eigendom van Connexxion, maar van TCR. Hij reed op verschillende buslijnen in opdracht van Connexxion voor de concessie HWGO. Het wagenparknummer van TCR was 552. |            |
| 1104                | 2015      | Mercedes-Benz CapaCity            | Uit dienst                                         | Amstelland-Meerlanden                                     | Deze bus reed als testbus in Almere en Amstelland-Meerlanden. Deze bus is op 30 augustus 2016 overgedragen aan Syntus en droeg daar het wagenparknummer 4160. |            |
| 1117-1118           | 2017      | VDL Citea SLE-120                 | In dienst                                          | Lijn 42 in Zeeland                                        | De Lijn 2165 en 2166, hebben OV-Chipkaartlezers voor lijn 42 naar Nederland en daarbij behorende Connexxion nummers. |            |
| 1124-1126           | 2007      | VDL Berkhof Ambassador 200        | Uit dienst                                         | HWGO                                                      | Ex-Veolia 5301 en 5300 (in die volgorde). Deze bussen zijn geen eigendom van Connexxion, maar van Next. Ze rijden ritten op verschillende buslijnen in opdracht van Connexxion voor de concessie Hoeksche Waard – Goeree-Overflakkee. De bussen dragen de huisstijl van Connexxion. De wagenparknummers van Next zijn 551, 550 en 549 (in die volgorde). |            |
| 1129-1146           | 2017      | VDL Futura FDD2-141               | In dienst                                          | Amstelland-Meerlanden (R-net 346)                         | Deze bussen waren tot februari 2020 eigendom van TCR. De wagenparknummers van TCR waren 628-645. In februari 2020 heeft Connexxion ze overgenomen en worden ze gereden door chauffeurs van Van Heugten Tours. |            |
| 1149                | 2014      | Mercedes-Benz Sprinter            | Uit dienst                                         | Haaglanden streek                                         | Ex Veolia. |            |
| 1150                | 2006      | Mercedes-Benz Sprinter            | Uit dienst                                         |                                                           | Ex Veolia. |            |
| 1151-1153           | 2020      | Mercedes-Benz Citaro LE           | In dienst                                          | Zeeland                                                   | Deze bussen zijn eigendom van Van Oeveren en dragen daar de nummers 105-107. |            |
| 1154                | 2019      | Mercedes-Benz Intouro             | In dienst                                          | Zeeland                                                   | Deze bus is eigendom van Van Oeveren en draagt daar het nummer 104. |            |
| 1177                | 2019      | Mercedes-Benz Sprinter            | In dienst                                          | HWGO                                                      | Rijdt bij Next met nummer 1373. |            |
| 1178                | 2019      | Tribus Civitas                    | In dienst                                          | HWGO                                                      | Ex Pouw Vervoer 4385, reed bij Pouw in opdracht van U-OV (Qbuzz). Rijdt bij Next met nummer 752. Gebaseerd op de Mercedes-Benz Sprinter derde generatie. |            |
| 1179                | 2021      | VDL MidCity                       | In dienst                                          | HWGO                                                      | Rijdt bij Next met nummer 753. |            |
| 1180-1181           | 2019      | VDL Citea LLE-120                 | In dienst                                          | HWGO                                                      | Ex Italië. Rijden bij Next met nummers 773 en 774. |            |
| 1182-1196           | 2017      | VDL Citea LLE-120                 | In dienst                                          | HWGO                                                      | Ex BVG (Duitsland). Rijden bij Next met nummers 777-791. |            |
| 1216, 1217          | 2010      | Mercedes-Benz Sprinter City       | Buiten dienst                                      | Parkshuttle, Publiek Vervoer GD                           | Ex Van Dijk |            |
| 1220-1236           | 2016      | VDL Citea SLE-129                 | In dienst                                          | Zeeland                                                   | Ex Hermes |            |
| 1375-1386           | 1998      | Premier 12                        | Buiten dienst                                      | Schiphol Sternet                                          | Naar Novio |            |
| 1500-1513           | 2004      | VDL Kusters Parade                | Export                                             |                                                           | Kwamen oorspronkelijk in dienst bij dochtermaatschappij Hermes. Vanaf december 2006 hebben ze enige tijd gereden in de concessie Noord- en Zuidwest Friesland. 1500, 1503 en 1510 hebben tussen december 2006 en juli/september 2007 dienstgedaan bij Van Driel op de stadsdienst van Oss, voordat ze naar Connexxion toe gingen. Bussen zijn tussen 2010 en 2013 geëxporteerd. |            |
| 1533                | 2014      | Mercedes-Benz Sprinter            | In dienst                                          | HWGO                                                      | Ex Veolia. |            |
| 1539                | 2014      | Mercedes-Benz Sprinter            | In dienst                                          | Zaanstreek                                                | Ex Veolia. |            |
| 1603                | 2000      | Mercedes-Benz Sprinter            | Uit dienst                                         |                                                           | Ex Hermes. |            |
| 1607                | 2000      | Mercedes-Benz Sprinter            | Uit dienst                                         |                                                           | Ex Hermes. |            |
| 1609                | 2000      | Mercedes-Benz Sprinter            | Uit dienst                                         |                                                           | Ex Hermes. |            |
| 1622                | 2000      | Mercedes-Benz Sprinter            | Uit dienst                                         |                                                           | Ex Hermes. |            |
| 1626                | 2000      | Mercedes-Benz Sprinter            | Uit dienst                                         |                                                           | Ex Hermes. |            |
| 1630                | 2000      | Mercedes-Benz Sprinter            | Uit dienst                                         |                                                           | Ex Hermes. |            |
| 1632                | 2000      | Mercedes-Benz Sprinter            | Uit dienst                                         |                                                           | Ex Hermes. |            |
| 1637-1640           | 2006      | Mercedes-Benz Sprinter            | Uit dienst                                         |                                                           | Ex Hermes. |            |
| 1730-1760           | 2003      | VDL Berkhof Ambassador 200        | Export                                             |                                                           | De complete serie was eerst eigendom van Hermes. Alleen de 1733 bleef bij Hermes en reed daar anno 2013 nog steeds. De 1734-1747 en 1756-1760 werden in december 2006 door Connexxion overgenomen en deden onder meer dienst in Noord- en Zuidwest Friesland. In 2010 werden ze buiten dienst gesteld en zijn later geëxporteerd. 1741, 1757 en 1759 zijn verkocht aan TGVia. De overige bussen reden tot 9 december 2012 bij Breng (Novio) en zijn daarna ook geëxporteerd. |            |
| 1761-1776           | 2003      | VDL Berkhof Ambassador 200        | Export                                             |                                                           | Oorspronkelijk eigendom van Hermes. Alle bussen, behalve de 1772, gingen per december 2006 dienstdoen in de concessie Noord- en Zuidwest Friesland van Connexxion. In 2010 werden ze daar vervangen door jongere bussen. Een aantal bussen werd nog wel als reservebus gebruikt. De 1772 reed tot halverwege 2012 bij Breng (Novio). Alle bussen, behalve de 1768, 1772 en 1773, zijn geëxporteerd. |            |
| 1777-1793           | 2003      | VDL Berkhof Ambassador 200        | Uit dienst, export                                 |                                                           | De complete serie was eerst eigendom van Hermes. De 1777-1787 en 1790-1791 werden in december 2006 door Connexxion overgenomen en deden onder meer dienst in Noord- en Zuidwest Friesland. In 2010 zijn ze opgelegd en begin 2011 geëxporteerd. 1788, 1792, 1793 reden sinds 2010 tot 9 december 2012 bij Breng (Novio). De 1789 is overgenomen door Stichting Pensioenfonds Openbaar Vervoer. |            |
| 1801-1830           | 2004      | VDL Berkhof Ambassador 200        | Export                                             |                                                           | Ex-Hermes. De nummers 1812-1815, 1825 en 1827 - 1830 hebben later bij Connexxion dienstgedaan in de concessies Noord-Holland Noord (o.a. Texel), Twente, Noord- en Zuidwest Friesland en IJsselmond. Eind 2012/begin 2013 is het grootste deel van de serie uit dienst gegaan en later zijn ze geëxporteerd. 1819-1823 en 1826 reden tot 8 december 2013 bij Connexxion dochter GVU. |            |
| 1831-1860           | 2005      | VDL Berkhof Ambassador 200        | Uit dienst, export                                 | Noord-Holland Noord                                       | Ex-Hermes. De 1836-1839, 1843, 1844, 1850, 1851 en 1854-1860 gingen bij Connexxion rijden en deden dienst in verschillende concessies. Tot 2020 reden de 1837-1839 en de 1855, 1857-1860 in Alkmaar (Noord-Holland-Noord). 1831-1835 & 1845-1847 waren tot eind 2016 reservebussen van Breng. 1840 reed bij touringcarbedrijf Rasch en reed in de zomer voor Connexxion op kustbus 851. 1852 en 1853 reden bij Peereboom Tours maar ook uitbesteed bij Connexxion in Noord-Holland Noord. Tot 8 december 2013 reden de 1841 en 1842 bij het GVU en de 1843 en 1844 in de regio Twente. De overige bussen zijn geëxporteerd. |            |
| 1900-1901           | 2003      | Kusters MidCity                   | Uit dienst                                         | Hoogeveen                                                 | Deze bussen kwamen oorspronkelijk in dienst voor de stadsdienst Hoorn maar zijn per september 2005 naar de stadsdienst van Hoogeveen gegaan. Ze zijn ook als infobussen gebruikt. |            |
| 1902-1903           | 2005      | VDL Kusters Parade                | Export                                             |                                                           | Deze omgebouwde Mercedes-Benz Sprinter busjes zijn oorspronkelijk in dienst gekomen op de stadsdienst van Lelystad en werden net als de grote bussen (serie 8346-8354) afgeleverd met filmrol-displays. Vanwege capaciteitsproblemen verdwenen ze daar al snel en werden in verschillende concessies ingezet, waaronder in de concessie Zaanstreek. |            |
| 2000-2003           | 2019      | VDL Citea SLF 120 Electric H2     | Uit dienst                                         | HWGO (R-net)                                              | Waterstofbussen, met aanhangwagen. |            |
| 2004-2032           | 2020      | Ebusco 2.2 LE                     | In dienst                                          | Haarlem-IJmond                                            | |            |
| 2033-2048           | 2020      | Ebusco 2.2 LE                     | In dienst                                          | Haarlem-IJmond (R-net)                                    | |            |
| 2049-2097           | 2020      | Ebusco 2.2 LE                     | Deels in dienst                                    | Amstelland-Meerlanden (R-net)                             | 2053, 2056, 2067 en 2068 voor indienststelling totaal uitgebrand en nimmer in dienst gekomen. 2071-2075 kregen in juni 2024 de witte Connexxion huisstijl |            |
| 2098                | 2018      | Ebusco 2.2 LF                     | In dienst                                          | Haarlem-IJmond                                            | Ex Münchner Verkehrsgesellschaft 4011, exex Qbuzz 6138. |            |
| 2099                | 2019      | BYD K9UB                          | In dienst                                          | Haarlem-IJmond                                            | |            |
| 2100-2107           | 2017      | BYD K9U                           | In dienst                                          | Haarlem-IJmond                                            | |            |
| 2108-2130           | 2021      | Ebusco 2.2 LE 12.9 m              | Deels in dienst                                    | Amstelland-Meerlanden (R-net)                             | De 2121 is verloren gegaan bi een brand. |            |
| 2131-2150           | 2021      | Solaris Urbino 12 hydrogen        | In dienst                                          | HWGO                                                      | |            |
| 2225-2226           | 1993      | Van Hool A300                     | Uit dienst                                         | Amstelland-Meerlanden                                     | |            |
| 2352-2401           | 2000      | Berkhof 2000NL                    | Export                                             |                                                           | |            |
| 2402-2408           | 2000      | Berkhof 2000NLF                   | Export                                             | Arnhem                                                    | |            |
| 2409-2508           | 1999      | Den Oudsten Alliance B95          | Export                                             |                                                           | Afgeleverd in meerdere kleinere series. Van deze serie is een bus voor museumdoeleinden bewaard. Bus 2497 is in 2014 opgenomen in de collectie van het Haags Bus Museum. |            |
| 2509-2536           | 2000      | Van Hool A300                     | Export                                             | Schiphol                                                  | Reden op Schiphol Sternet, daarna bij Novio. |            |
| 2536-2595           | 1999/2000 | Den Oudsten Alliance B95          | Export                                             |                                                           | Afgeleverd in meerdere kleinere series. |            |
| 2596-2201           | 2000      | Van Hool A300                     | Export                                             | Schiphol                                                  | Reden op het Schiphol Sternet, daarna naar Novio. |            |
| 2602-2701           | 2000      | Den Oudsten Alliance B95          | Export                                             |                                                           | Afgeleverd in meerdere kleinere series. |            |
| 2702-2796           | 2000      | Mercedes-Benz Integro             | Export                                             |                                                           | |            |
| 2700-2706           | 2017      | Iveco Crossway LE 10.8 m          | In dienst                                          | Amstelland-Meerlanden                                     | |            |
| 2708-2721           | 2017      | Iveco Crossway LE 13 m            | In dienst                                          | Amstelland-Meerlanden                                     | |            |
| 2722-2768           | 2017      | Iveco Crossway LE 13 m            | Deels in dienst                                    | Amstelland-Meerlanden (R-net), Haarlem-IJmond (R-net)     | De 2723, 2725, 2737, 2739-2742, 2756-2758 en 2762-2768 verhuisden in 2021-2022 naar Transdev Academy als lesbus. De 2754 en 2755 zijn in oktober 2021 verkocht aan Jan de Wit, die ze gebruikt voor GVB Amsterdam. De 2744, 2745, 2750-2753, 2760 en 2761 verhuisden eind 2022 naar Hermes. In 2024 kregen de 2738, 2743 en 2746-2749 de Connexxion-huisstijl. |            |
| 2797-2833           | 2001      | Den Oudsten Alliance B95          | Export                                             | Divers                                                    | |            |
| 2834-2848           | 2001      | Mercedes-Benz Citaro              | Export                                             |                                                           | Deze Citaro's waren bedoeld voor Apeldoorn. Na het verlies van de concessie Veluwe verhuisden ze naar Nieuwegein en Haaglanden. Nadat ze daar niet meer mochten rijden werden ze her en der ingezet. Bussen zijn in 2011 geëxporteerd. |            |
| 2849-2886           | 2001      | Den Oudsten Alliance B96          | Export                                             |                                                           | Afgeleverd in meerdere kleinere series. |            |
| 2887-2902           | 2001      | Mercedes-Benz Integro             | Export                                             |                                                           | |            |
| 2903-2955           | 2002      | Mercedes-Benz Integro             | Export                                             |                                                           | 2922-2924, 2928-2929, 2939, 2941, 2943 en 2952 reden tot 9 december 2012 op Qliner 350 tussen Alkmaar en Leeuwarden. |            |
| 2956-2987           | 2008      | MAN Lion's City A21 CNG           | Deels in dienst                                    | Zeeland                                                   | Deze bussen reden tot en met 13 december 2014 alleen in Midden-Zeeland. Per maart 2023 verhuisden de 2958, 2964, 2968, 2969, 2978, 2982 en 2987 naar Hermes. |            |
| 3146-3149           | 2008      | MAN Lion's City TÜ A78            | Uit dienst                                         | Gooi en Vechtstreek                                       | Bussen waren oorspronkelijk besteld door Qbuzz maar niet afgenomen. De gehele serie is verkocht aan Besseling. |            |
| 3150                | 2003      | Volvo 8700 RLE                    | Uit dienst                                         |                                                           | Deze bus is verkocht aan TCR (nummer 90). |            |
| 3150                | 2006      | MAN Lion's City CNG A21           | Uit dienst                                         |                                                           | Ex-Arriva 561. Verkocht aan Rova/Gebo Tours als 900. |            |
| 3151                | 2004      | VDL Kusters Parade                | Export                                             | Lelystad                                                  | Demobus. |            |
| 3152                | 2006      | Mercedes-Benz Citaro LE           | Uit dienst                                         | Regio Arnhem                                              | Demobus. Verkocht aan Van Oeveren als 83. |            |
| 3153                | 2004      | MAN Caetano                       | Uit dienst                                         | Regio Utrecht                                             | Demobus MAN. Zou oorspronkelijk het nummer 8277 hebben gehad. Heeft in 2009 nog even bij Qbuzz in Rotterdam gereden. |            |
| 3154-3155           | 2006      | VDL Berkhof Ambassador            | Uit dienst, verkocht aan Arriva                    | Regio Leiden                                              | Demobussen van VDL Berkhof. |            |
| 3156                | 2002      | VDL Berkhof Ambassador 200        | Uit dienst                                         | Friesland                                                 | Voorheen BBA 903, daarvoor MTI 02-25. In 2011 naar E&R Rijopleidingen in Nieuwegein. Daarna naar Syntus Utrecht. |            |
| 3157                | 2003      | VDL Berkhof Ambassador 200        | Uit dienst                                         | Friesland                                                 | Voorheen BBA 905, daarvoor MTI 02-27. Op de foto hiernaast de bus in de tijd van de MTI. De bus reed bij Connexxion in het wit met een blauwe onderrand. De bus is overgegaan naar Peereboom Touringcars te Winkel onder nummer 55 en voerde daar lijndiensten uit in opdracht van Connexxion. |            |
| 3158                | 2005      | VDL Berkhof Ambassador            | Uit dienst                                         | Friesland                                                 | Demobus VDL Berkhof Heerenveen. |            |
| 3159                | 2006      | VDL Berkhof Ambassador            | Uit dienst                                         | Friesland                                                 | Demobus VDL Berkhof Heerenveen. Verkocht aan VTS Tours. |            |
| 3159-3289           | 2008      | VDL Berkhof Ambassador 200        | Naar Qbuzz (U-OV)                                  | Utrecht                                                   | Bussen werden tot 8 december 2013 geleased door Connexxion voor gebruik in de concessie van Bestuur Regio Utrecht. |            |
| 3200-3220           | 2017      | VDL Citea LLE 120                 | In dienst                                          | Haarlem-IJmond, Noord-Holland Noord                       | Alle bussen reden oorspronkelijk op het R-net in Haarlem-IJmond. In 2019 kregen de 3219 en 3220 de Connexxion-huisstijl, gevolgd door de 3207-3218 in 2020, de 3203 in 2022 en de 3200-3202 en 3204-3206 in 2024. De 3200-3207 rijden sinds juni/juli 2024 in Noord-Holland Noord. |            |
| 3222-3226           | 2017      | VDL Citea LLE 120                 | In dienst                                          | Haarlem-IJmond                                            | |            |
| 3230-3231           | 2017      | VDL Citea XLE 145                 | In dienst                                          | Haarlem-IJmond (R-net)                                    | De bussen hebben sinds november 2019 de R-net huisstijl. |            |
| 3233-3272           | 2018      | VDL Citea                         | Deels in dienst                                    | Noord-Holland Noord, HWGO                                 | De 3263-3272 reden tot februari 2020 voor TCR als 702-712, daarna zijn ze eigendom van Connexxion geworden. De 3257-3259 zijn in december 2019 verhuisd naar HWGO. De 3249 is uit dienst na een eenzijdig ongeval en later geëxporteerd naar Polen. De 3270-3272 reden tussen begin 2021 en april 2022 in Gooi en Vechtstreek, daar reden ze in de R-net huisstijl. |            |
| 3290-3325           | 2008      | Mercedes-Benz Citaro              | Uit dienst                                         | Noord-Holland Noord                                       | 3310, 3313, 3316, 3319 zijn in juli 2018 tijdelijk naar GVB gegaan maar daar nooit ingezet. |            |
| 3327                | 2010      | VDL Citea CLF 120                 | Uit dienst                                         | Leeuwarden                                                | De 3327 was een dieselbus op proef. De bus reed later tijdelijk op proef bij Syntus in Apeldoorn. |            |
| 3328-3329           | 2008      | VDL Citea CLF 120 hybride         | Uit dienst                                         | Twente                                                    | Deze bussen reden op proef. Zij zijn na een proefperiode van twee jaar in 2013 buiten dienst gedaan. |            |
| 3339-3340           | 2008      | VDL Berkhof Ambassador 200        | Uit dienst                                         | HWGO                                                      | Ex-Hermes. |            |
| 3342                | 2008      | VDL Berkhof Ambassador 200        | Uit dienst                                         | Amstelland-Meerlanden                                     | Ex-Hermes. |            |
| 3358, 3359          | 2008      | VDL Berkhof Ambassador 200        | Uit dienst                                         | Zeeland                                                   | Ex-Hermes. |            |
| 3362, 3363          | 2008      | VDL Berkhof Ambassador 200        | Uit dienst                                         | Zeeland                                                   | Ex-Hermes. |            |
| 3395                | 2008      | VDL Berkhof Ambassador 200        | Uit dienst                                         | Diverse                                                   | Ex-Hermes. |            |
| 3485-3489           | 2010      | VDL Berkhof Ambassador ALE 106    | Uit dienst                                         | Zaanstreek                                                | |            |
| 3490-3499           | 2010      | VDL Citea CLE 137                 | Uit dienst                                         | Zaanstreek (R-net)                                        | |            |
| 3500-3549           | 2005      | Volvo 8700 RLE                    | Deels naar Connexxion Tours                        |                                                           | Deze bussen werden oorspronkelijk ingezet op de Interliners in de concessie Duin- en Bollenstreek/Leiden Rijnstreek/Midden-Holland. Na verlies van deze concessie werden de 3500, 3501, 3502, 3527, 3528, 3529 en 3530 tot 8 juli 2016 ingezet op spitslijn 150 Almere – Utrecht De Uithof (Connexxion Tours). De rest reed tot 7 december 2013 in de concessie IJsselmond. Daarna tijdelijk over naar dochteronderneming OV Regio IJsselmond. Ook hier inmiddels niet meer in dienst. Enkele bussen worden nog als lesbus gebruikt. |            |
| 3551-3562           | 2010      | VDL Berkhof Ambassador ALE 120    | Uit dienst                                         | Zaanstreek                                                | De 3551 reed van 2015 tot 2017 in de concessie stads- en streekvervoer Almere. 3550, 3559-3561 verhuurd aan EBS, daar vernummerd in 4130-4133. |            |
| 3550                | 2010      | VDL Berkhof Ambassador ALE 120    | Uit dienst                                         | Zaanstreek (R-net)                                        | De 3550 en 3563 reden van 2015 tot 2017 in de concessie stads- en streekvervoer Almere. Uit dienst voor 2023: 3569, 3572, 3574, 3577, 3579, 3583, 3586 en 3594, rest uit dienst 10 december 2023. 3563, 3566-3568, 3570, 3571, 3575, 3576, 3578, 3580-3582, 3584, 3585, 3587-3591, 3593 en 3596 verhuurd aan EBS, daar vernummerd in 4134-4154. |            |
| 3563-3596           | 2010      | VDL Berkhof Ambassador ALE 120    | Uit dienst                                         | Zaanstreek (R-net)                                        | De 3550 en 3563 reden van 2015 tot 2017 in de concessie stads- en streekvervoer Almere. Uit dienst voor 2023: 3569, 3572, 3574, 3577, 3579, 3583, 3586 en 3594, rest uit dienst 10 december 2023. 3563, 3566-3568, 3570, 3571, 3575, 3576, 3578, 3580-3582, 3584, 3585, 3587-3591, 3593 en 3596 verhuurd aan EBS, daar vernummerd in 4134-4154. |            |
| 3600-3683           | 2005      | MAN Lion's City A21 CNG           | Uit dienst                                         | Haarlem-IJmond                                            | De 3679 en 3683 hebben enkele jaren, tot het najaar van 2014 in de concessie Midden-Zeeland gereden, daarna zijn deze bussen teruggegaan naar Haarlem. Ter vervanging van de 3679 en 3683 kwamen de 8770 en 8774 naar Zeeland (deze zijn inmiddels naar Amstelland-Meerlanden gegaan). 3679 droeg de witte huisstijl van de provincie Zeeland, de 3683 droeg de gewone huisstijl van Connexxion. 3651, 3661, 3667, 3669, 3672, 3673, 3675, 3676, 3678 en 3679 buiten dienst na komst wagens Breng. Vanuit Haarlem waren tot en met oktober 2020 nog beschikbaar voor de dienst: 3600-3602, 3604-3606, 3609, 3611-3614, 3619, 3621-3622, 3624, 3627, 3629-3635, 3637-3649, 3652, 3654-3657, 3660, 3662-3665, 3668, 3670, 3671, 3674, 3677, 3680 en 3683. |            |
| 3684                | 2007      | Kusters MidCity CNG               | Uit dienst                                         |                                                           | |            |
| 3697-3699           | 2012      | Mercedes-Benz Sprinter City 65    | Uit dienst                                         | Amstelland Meerlanden                                     | Inzet van maandag t/m vrijdag was op lijn 149 (Amstelveen - Uithoorn). Ex-EBS 8003, 8006 en 8005 (in die volgorde). |            |
| 3700-3812           | 2007      | VDL Procity                       | Uit dienst, verkocht, export                       |                                                           | Oorspronkelijke inzet was op de streekdienst in Noord- en Zuidwest Fryslân. Per januari 2008 ging een deel van de bussen op de stadsdienst Leeuwarden rijden. 3700, 3706, 3707, 3711, 3712, 3714, 3718, 3719, 3753 en 3769 reden van december 2009 tot september 2011 op de stadsdienst Meppel en Hoogeveen, daarna deels naar Gooi en Vechtstreek en Noord-Holland Noord. 3743, 3748-3750, 3755, 3759, 3761, 3772, 3774-3775 werden in december 2007 verkocht aan Taxi NOF, die tot 9 december 2012 diensten reed voor Connexxion Friesland (bussen zijn in april 2013 geëxporteerd). Door het verlies van de concessies in Friesland is een groot deel van de bussen verkocht en geëxporteerd. In IJsselmond reden tot 8 december 2013 de 3731 en 3746 op lijnen 75 en 79. |            |
| 3813-3941           | 2007      | MAN Lion's City A78 TÜ            | Uit dienst, verkocht, export                       | Amstelland-Meerlanden                                     | De 3823 is afgevoerd na een zware aanrijding met een tram in Amstelveen. 3824, 3826, 3828, 3840, 3842, 3850, 3855, 3856, 3862, 3865, 3866, 3887, 3893, 3895, 3898, 3906, 3918, 3929, 3938 en 3940 zijn in september 2011 verkocht aan TCR, omdat Connexxion een aantal buslijnen in de concessie Amstelland-Meerlanden had uitbesteed aan TCR. TCR heeft deze bussen april/mei 2012 vervangen door 20 splinternieuwe Mercedes-Benz Citaro LE bussen. De bussen werden bij TCR vernummerd tot serie 466-485. Een groot deel van de TCR bussen wordt nu in Brabant ingezet. Een aantal bussen rijdt sinds december 2012 (tijdelijk) lijndiensten voor Arriva in de Achterhoek, op de Keukenhoflijnen en op Ameland. Verschillende bussen die nog in dienst waren bij Connexxion reden vanaf december 2014 rond op enkele R-net lijnen in de huisstijl van R-net. Deze bussen reden ook op lijn 120, 121, 126 en 130 (lijnen die NIET bij Amstelland-Meerlanden horen maar bij de concessie Provincie Utrecht). Sinds de komst van nieuwe vervoerder Syntus in de provincie Utrecht op 11 december 2016 reden ze echter alleen weer in Amstelland-Meerlanden. Tussen 10 december 2017 tot 1 april 2018 reden daar alleen nog de wagens in R-net huisstijl, de 3822, 3837, 3838, 3843, 3849, 3851, 3853, 3854, 3860, 3861, 3863, 3864, 3867, 3868, 3870, 3871, 3872, 3877, 3883-3886, 3888-3891, 3894, 3900, 3913, 3914, 3918, 3930 en 3935, in afwachting van de komst van de elektrische bussen. De 3904 is aan South West Tours verkocht. 37 bussen reden tussen december 2018 en april 2019 als tijdelijke bussen rond Dordrecht voor Qbuzz in afwachting van de komst van de elektrische bussen. Ze kregen de wagenparknummers D6101-D6137 en waren lichtgroen beplakt met het logo "stadsBuzz", maar het interieur bleef ongewijzigd. |            |
| 3942-4001           | 2007      | Mercedes-Benz Citaro              | Uit dienst                                         | Amstelland-Meerlanden, Noord-Holland Noord                | Aangeschaft voor het Schiphol Sternet en hebben daarom een grote steek tussen de banken met slechts 26 zitplaatsen maar veel ruimte voor bagage. Door een materieelruil in 2014 gingen 3942–3950 naar Maxx Almere waarbij 3944 in 2017 na een zware aanrijding werd afgevoerd. In december 2017 werden de wagens in Almere overbodig en werden 3942, 3943, 3945 en 3947-3950 verkocht aan GVB en daar vernummerd in 1701-1707. De 3962, 3970, 3977, 3993-3995, 3997 en 3998 zijn in april 2018 overgenomen door het GVB en in deze volgorde vernummerd in 1803, 1802, 1801 en 1804-1808. 3951-3954 waren in de R-net stijl getooid en reden ondersteunende diensten op diverse R-net lijnen. 3999 is gesloopt na een ernstig ongeluk in Rozenburg (Noord-Holland). Sinds december 2017 reed nog een deel van de 3955-3998, 4000 en 4001 tot 1 april 2018 op de Sternetlijnen in afwachting van de elektrische bussen. De 3979 reed in 2018 in de concessie Noord-Holland Noord en de 3955, 3960, 3961, 3963, 3969, 3978, 3990 en 4001 in diverse concessiegebieden wegens de inbouw van Viribus en pinapparatuur in andere bussen en dienden tevens als reservebus. |            |
| 4002                | 2008      | MAN Lion's City A78 TÜ            | Uit dienst                                         | Amstelland-Meerlanden                                     | Bus was gelijk aan de serie 3813-3941 |            |
| 4124-4127           | 2004      | Van Hool newA330                  | Uit dienst                                         |                                                           | Werden ingezet bij Connexxion Academy als leswagen. |            |
| 4129-4131           | 2004      | Van Hool newA330                  | Uit dienst                                         |                                                           | Werden ingezet bij Connexxion Academy als leswagen. |            |
| 4133                | 2004      | Van Hool newA330                  | Uit dienst                                         |                                                           | Werden ingezet bij Connexxion Academy als leswagen. |            |
| 4134-4277           | 2008      | VDL Berkhof Ambassador 200        | Deels in dienst                                    | Diverse concessies (zie opmerkingen)                      | Werden tot 11 december 2016 ingezet in de provincie Utrecht. 4219, 4220, 4230-4253: MAXX Amersfoort, de 4254-4277 zijn tunnelbussen (bussen die door de tunnel bij station Veenendaal-De Klomp kunnen). Huidige inzet: (nog 1 van de oorspronkelijke 144 stuks) - 4164: Hoeksche Waard - Goeree-Overflakkee (Reservebus) Afvoer - 4136, 4154, 4162, 4204, 4210, 4227 en 4231 naar Arriva als 151 - 157 voor inzet in de Achterhoek, vervolgens verkocht/geëxporteerd. - 4229, 4235, 4254, 4258, 4264 en 4265 naar Arriva als 158 - 163 voor inzet op Keukenhoflijnen, daarna naar de Achterhoek en vervolgens verkocht/geëxporteerd. - 4192-4198 en 4267-4277 naar Tourquase en daarna Syntus Utrecht, vervolgens geëxporteerd. Resterende bussen staan of stonden bij VDL Valkenswaard, de toekomst hiervan is onzeker. |            |
| 4280-4297           | 2008      | Mercedes-Benz Integro             | Uit dienst                                         | Provincie Utrecht                                         | De bussen zijn verkocht aan onderaannemers van Connexxion, die de bussen inzetten op spitsbussen naar De Uithof van de concessie Provincie Utrecht (in handen van Connexxion). - 4280-4294: Pouw Vervoer 104-107, 201-211 - 4295, 4296: Kassing Tours 46, 47 - 4297: Betuwe Express |            |
| 4300-4311           | 2008      | Volvo 8700 BLE                    | Uit dienst                                         | Amstelland-Meerlanden                                     | Deze serie reed aanvankelijk in de concessie provincie Utrecht voor inzet op buslijnen 130, 195, 295 en schoolbussen. 4300 reed tot en met 9 december 2017 vanuit Almere en de 4301-4311 in R-net uitvoering vanuit Haarlem en Schiphol voornamelijk op lijn 346. |            |
| 4312-4317           | 2014      | VDL Citea XLE 145                 | In dienst                                          | Zeeland                                                   | Ex-OV Regio IJsselmond. Hebben voor hun inzet in Zeeland tijdelijk gereden in Amstelland-Meerlanden en HWGO. |            |
| 4517-4524           | 2009      | Mercedes-Benz Citaro CNG          | Uit dienst                                         | Haarlem-IJmond en Nijmegen                                | Deze bussen reden bij dochteronderneming Hermes (onder de naam Breng) in de regio Nijmegen. Tussen januari 2016 en december 2020 reden de 4517-4524 bij Connexxion zelf in de concessie Haarlem-IJmond. |            |
| 4637-4646           | 2007      | Van Hool newAG300                 | Export                                             | Almere                                                    | Ex-GVU. De bussen hadden Maxx-opschriften. 4640 uit dienst na een brand. De bussen zijn geëxporteerd naar Roemenië. |            |
| 4832-4851           | 2010      | Van Hool newA300 hybride          | Naar Arriva                                        | Leiden & Gouda                                            | Deze serie is van juli 2010 en was voorzien van een speciale huisstijl, namelijk een donkerblauwe basis met witte schotplaten en een bleekgroene rand rondom de bus. Deze bussen zijn volgens de concessievoorwaarden per 9 december 2012 overgenomen door Arriva. |            |
| 4883-4886           | 2009      | Van Hool newA300 hybride          | Naar Arriva                                        | Alphen aan den Rijn                                       | Prototype hybride bussen. Deze serie is van september 2009 en droeg de huisstijl van Connexxion. Deze bussen zijn volgens de concessievoorwaarden per 9 december 2012 overgenomen door Arriva. |            |
| 5101-5131           | 2004      | VDL Berkhof Ambassador 200        | Uit dienst                                         | Provincie Utrecht, Noord-Holland Noord                    | Deze serie werd overgenomen van Stadsvervoer Nederland (oorspronkelijke wagennummers 101-131 die in het interieur nog steeds staan) en gingen in 2008 over naar Connexxion en werden vernummerd in 5101-5131 voor inzet in Noord-Holland Noord. De 5103 en 5118 zijn afgevoerd na een brand en de 5111, 5114 en 5121 waren eerder buiten dienst gegaan. De 5101, 5102, 5104-5110, 5112, 5113, 5115-5117, 5119, 5120, 5122-5126 reden bij TCR, die in opdracht van Connexxion op Connexxionlijnen reed. De 5127-5131 reden bij Connexxion zelf. Tot begin 2020 waren er nog ca. 20 bussen in dienst tot de instroom van de elektrische Citea's. |            |
| 5132-5166           | 2010      | MAN Lion's City A78 LE (facelift) | Uit dienst                                         | Voorne-Putten en Rozenburg                                | De 5149 en 5166 reden tot december 2020 in Amstelland-Meerlanden. De 5132 is naar Schiermonnikoog gegaan en rijdt voor Hotel van der Werff. De 5145 is naar Syntus Gelderland gegaan. Alle overige bussen zijn naar Womy gegaan. |            |
| 5210-5221           | 2000      | Berkhof Premier AT18              | Export                                             | Arnhem                                                    | Deze gelede trolleybussen voor de stadsdienst Arnhem reden bij Hermes onder de formule Breng. |            |
| 5222-5231           | 2002      | Berkhof Premier AT18              | Buiten dienst, export                              | Arnhem                                                    | Alleen de 5227 en 5228 reden nog tot 2021 bij Hermes onder de formule Breng. Deze zijn nu onder beheer van Stichting Trolleymaterieel Arnhem. |            |
| 5540-5588           | 2015      | Iveco Crossway LE 13m             | In dienst                                          | Zeeland                                                   | |            |
| 5590-5592           | 2015      | Iveco Crossway Pro NF 13m         | In dienst                                          | Zeeland (m.n. lijn 19)                                    | |            |
| 5612-5615           | 2003      | Volvo 8700 BLE                    | Uit dienst                                         |                                                           | Reservevloot |            |
| 5616-5637           | 2004      | Volvo 8700 BLE                    | Uit dienst                                         |                                                           | Stonden/staan te koop bij bushandelaar Womy. 5630 en 5633 werden tussen 3 juli 2011 en 10 december 2011 gehuurd door Arriva voor inzet op Qliners 315/325/335 tussen Groningen en Lelystad. De 5617 en 5622 waren tot 10 december 2017 nog actief bij Connexxion Tours te Almere. |            |
| 5638-5665           | 2004      | Volvo 8700 BLE                    | Uit dienst, export                                 |                                                           | 5642-5654, 5656, 5657, 5659 reden op de streekdienst Almere. Van de overige bussen is de status onbekend. 5657, 5659, 5664 en 5665 werden tussen 3 juli 2011 en 10 december 2011 gehuurd door Arriva voor inzet op Qliners 315/325/335 tussen Groningen en Lelystad. 5651 op 19 februari 2013 uitgebrand in Almere |            |
| 5666-5669           | 2005      | Volvo 8700 BLE                    | Export                                             |                                                           | |            |
| 5670-5684           | 2005      | Volvo 8700 BLE                    | Export                                             | Amstelland-Meerlanden                                     | Deze bussen reden in de R-net huisstil |            |
| 5685-5698           | 2005      | Volvo 8700 BLE                    | Uit dienst                                         | IJsselmond                                                | Tot 9 december 2012 werden deze bussen ingezet op de snelbuslijn 330 (Hanzeliner) tussen Zwolle, Kampen, Dronten en Lelystad. 5687 is overgespoten in de Huisstijl van Connexxion en reed al langer niet meer op de Hanzeliner. Vanaf 9 december 2012 t/m april 2014 inzet op de streekdienst rondom Zwolle, Emmeloord, Lelystad, Dronten, Kampen, Steenwijk en Zwartsluis. De nummers 5694 t/m 5698 hebben een Volvo I-shift versnellingsbak in plaats van een ZF 6-bak en deze nummers zijn begin 2013 door Connexxion uit dienst gehaald. Een enkel voertuig (o.a. de 5697) werd sporadisch ingezet als reservevoertuig in de concessie. |            |
| 5699-5728           | 2009      | Volvo 8700 RLE                    | Uit dienst                                         | Amstelland-Meerlanden                                     | Tot 9 december 2017 inzet op R-net lijnen streekdienst Almere. Daarna buiten dienst behalve 5719-5728 die naar Amstelland gingen als aanvulling op nieuwe wagenpark. |            |
| 5729-5748           | 2008      | Volvo 8700 RLE                    | Deels in dienst, deels naar OV Regio IJsselmond    | IJsselmond, Zeeland                                       | Ex-Breng. Overgekocht van bushandelaar Womy in Moerdijk. Tien bussen hebben in 2008/2009 tijdelijk dienstgedaan bij Qbuzz in Zuidoost-Fryslân. Complete serie verhuisde per 9 december 2012 naar de concessie IJsselmond van Connexxion. Deze bussen waren sinds 8 december 2013 in dienst bij dochteronderneming OV Regio IJsselmond. De 5729 - 5736 gingen naar Connexxion Academy. De 5737 en 5738 gingen naar Hermes voor inzet in Veluwe-Zuid. De 5739 - 5748 gingen per maart 2024 terug naar Connexxion voor inzet in Zeeland. |            |
| 5760-5781           | 2011      | VDL Citea XLE-137                 | Deels in dienst                                    | Gooi en Vechtstreek (R-net), HWGO, Zeeland                | 5775-5781 zijn geen eigendom van Connexxion, maar van Next, die als onderaannemer voor Connexxion in HWGO en Zeeland rijdt. Deze reden tot begin 2021 voor Pouw Vervoer in het Gooi. De wagenparknummers van Next zijn 754-760. De 5760 reed van begin 2015 tot december 2023 bij OV Regio IJsselmond, om vervolgens terug te keren naar Connexxion voor inzet in Zeeland (vlak na zijn terugkeer naar Connexxion reed deze bus eerst tijdelijk in HWGO). De 5781 (760) reed tot en met 17 oktober 2022 in Zeeland, op die dag is deze wagen door een trein doormidden gereden. |            |
| 5787-5794           | 2005      | MAN Lion's Regio                  | Uit dienst                                         |                                                           | Sinds augustus 2011 uit dienst na verlies concessie Qliner 315 Lelystad – Groningen. Aantal bussen zijn overgeplaatst naar Connexxion Tours. |            |
| 5795-5800           | 2005      | MAN Lion's Coach                  | Uit dienst, export                                 |                                                           | Voormalig BBA 6604, 6608, 6605, 6606, 6607 en 6603 (in die volgorde). Sinds augustus 2011 uit dienst na verlies concessie Qliner 315 Lelystad – Groningen. |            |
| 5801-5802           | 2005      | MAN Lion's Coach                  | Uit dienst, export                                 |                                                           | Voormalig BBA 6601 – 6602. Sinds augustus 2011 uit dienst na verlies concessie Qliner 315 Lelystad – Groningen. |            |
| 5803                | 2005      | MAN Lion's Star                   | Uit dienst, export                                 |                                                           | Sinds augustus 2011 uit dienst na verlies concessie Qliner 315 Lelystad – Groningen. |            |
| 5801-5806           | 2005      | ParkShuttle                       | Uit dienst                                         | Capelle aan den IJssel (Rivium)                           | Automatisch bestuurde voertuigen (people mover). Deze wagentjes droegen de nummer 1-6, maar stonden bij Connexxion administratief bekend onder de serie 5801-5806. |            |
| 5810-5843           | 2007      | VDL Berkhof Ambassador 200        | Uit dienst                                         | Gooi en Vechtstreek                                       | Ex-Veolia Volans (5323-5342) en Brabantliner en (5343-5356). De 5826 is gesloopt. De 5811, 5812, 5815, 5816, 5818, 5821 - 5823, 5828 - 5832, 5834, 5839 en 5841 - 5843 zijn naar Hermes gegaan. |            |
| 5844-5897           | 2013      | VDL Citea LLE-120                 | Deels in dienst                                    | HWGO, Zeeland, Amstelland-Meerlanden                      | Ex-Veolia 5401-5454. De 5892-5897 rijden bij Next als 554-559. De 5850, 5852, 5853, 5863 en 5889 zijn naar Hermes gegaan. |            |
| 5900-5917           | 2015      | VDL Citea LLE-120                 | In dienst                                          | HWGO (R-net)                                              | |            |
| 6394-6416           | 2000      | MAN Scout                         | Export                                             | Delft                                                     | Deze bussen zijn gebouwd op een A66 chassis van MAN, de carrosserie is van Berkhof. De bussen waren speciaal aangeschaft voor de stadsdienst in Delft. Een aantal hebben nog dienstgedaan in Zaandam. De serie is sinds medio 2009 niet meer actief bij Connexxion. |            |
| 6631-6758           | 2009      | MAN Lion's City CNG A21           | Deels uit dienst, deels naar Hermes, HTM en Syntus | Haaglanden streek                                         | Tot 11 december 2016 reden deze bussen bij Veolia Transport. Niet alle bussen uit deze serie hebben bij Connexxion gereden. De 6688, 6714, 6748 zijn na buitendienststelling naar Syntus gegaan. De 6662, 6663, 6680, 6681, 6690, 6696, 6732, 6743, 6752, 6754 en 6758 zijn naar Hermes gegaan. Ook zijn de 6641, 6643, 6645, 6652, 6659, 6660, 6665-6667, 6671 naar HTM gegaan. |            |
| 6766-6775           | 2011      | MAN Lion's City CNG A21           | Naar EBS                                           | Haaglanden streek                                         | Ex HTM 1116-1120, 1130, 1132-1135 (in die volgorde). Ter vervanging van de 6636, 6637, 6646, 6713, 6719, 6750. Zijn inmiddels overgegaan naar EBS waar ze bleven rijden totdat de werkzaamheden aan de Delftse Sint Sebastiaansbrug waren afgerond. Na de werkzaamheden daar zijn enkele bussen teruggegaan naar HTM. |            |
| 7224                | 2017      | VDL MidCity                       | In dienst                                          | Amstelland-Meerlanden (lijn 401)                          | |            |
| 7241                | 2019      | Tribus Civitas                    | In dienst                                          | Noord-Holland Noord (lijn 407)                            | Gebaseerd op de Mercedes-Benz Sprinter derde generatie. |            |
| 7242                | 2020      | Tribus Civitas                    | In dienst                                          | HWGO (lijn 716)                                           | Gebaseerd op de Volkswagen Crafter. Ex RMC 1604 |            |
| 7243                | 2020      | Tribus Civitas                    | In dienst                                          | Amstelland-Meerlanden (lijn 401)                          | Gebaseerd op de Volkswagen Crafter. Ex RMC 1603 |            |
| 7247                | 2023      | Tribus Civitas                    | In dienst                                          | HWGO (lijn 735)                                           | Gebaseerd op de Volkswagen Crafter. |            |
| 7254-7271           | 2023      | Tribus Civitas                    | In dienst                                          | Noord-Holland Noord                                       | Gebaseerd op de MAN TGE. |            |
| 7272-7295           | 2024/2025 | Tribus Civitas                    | In dienst                                          | Zeeland                                                   | Gebaseerd op de Volkswagen Crafter. |            |
| 7301-7305           | 2007      | Mercedes-Benz Sprinter            | Uit dienst                                         | Zaanstreek en Zeeland                                     | De 7301 reed in de concessie Zaanstreek en de 7302-7305 reden in de concessie Zeeland. 7301 = Ex Veolia 1580, 7302 = Ex Veolia 1575, 7303 = Ex Veolia 1556, 7304 = Ex Veolia 1559, 7305 = Ex Veolia 1578 |            |
| 7309                | ????      | Mercedes-Benz Sprinter            | Uit dienst                                         | Amstelland-Meerlanden                                     | |            |
| 7320, 7321          | 2011      | Mercedes-Benz Sprinter            | Uit dienst                                         | Diverse buurtbuslijnen                                    | |            |
| 7322-7329           | 2000      | Mercedes-Benz Sprinter            | Uit dienst                                         | Zaanstreek                                                | |            |
| 7323, 7324          | 2015      | Tribus Civitas                    | Uit dienst                                         | Zeeland, Arnhem Nijmegen                                  | Gebaseerd op de Mercedes-Benz Sprinter tweede generatie. |            |
| 7335                | 2012      | Mercedes-Benz Sprinter            | Uit dienst                                         | Provincie Utrecht                                         | |            |
| 7336                | 2012      | Mercedes-Benz Sprinter            | Uit dienst                                         | Zaanstreek (lijn 456)                                     | |            |
| 7337                | 2000      | Mercedes-Benz Sprinter            | Uit dienst                                         | Diverse buurtbuslijnen                                    | |            |
| 7338                | 2009      | Mercedes-Benz Sprinter            | Uit dienst                                         | Voorne-Putten en Rozenburg                                | Voormalig Connexxion Taxi Services 49339. |            |
| 7339-7344           | 2001      | Mercedes-Benz Sprinter            | Uit dienst                                         | diverse buurtbuslijnen                                    | De 7340-7342 reden bij Hermes in het SRE. De 7344 reed op lijn 402 in de concessie Amstelland-Meerlanden. |            |
| 7345-7358           | 2002      | Mercedes-Benz Sprinter            | Uit dienst                                         | Diverse buurtbuslijnen                                    | Inzet op buurtbuslijnen. |            |
| 7345-7349           | 2014      | Mercedes-Benz Sprinter            | Deels in dienst                                    | HWGO, Zeeland                                             | De 7345 en 7349 rijden in Zeeland, de 7348 rijdt in HWGO. |            |
| 7359, 7360          | 2004      | Mercedes-Benz Sprinter            | Uit dienst                                         | Diverse buurtbuslijnen                                    | Voormalig Connexxion Taxi Services 42797 en 42796. |            |
| 7362-7364           | 2005      | Mercedes-Benz Sprinter            | Uit dienst                                         | Noord-Holland Noord                                       | |            |
| 7365-7378           | 2013      | Tribus Civitas                    | Uit dienst                                         | Noord-Holland Noord                                       | Gebaseerd op de Fiat Ducato. |            |
| 7365-7367           | 2024      | Tribus Civitas                    | In dienst                                          | HWGO                                                      | |            |
| 7380, 7381          | 2015      | VDL MidCity                       | Deels in dienst                                    | HWGO                                                      | |            |
| 7383                | 2015      | Tribus Civitas                    | Uit dienst                                         | Zeeland                                                   | Gebaseerd op de Mercedes-Benz Sprinter tweede generatie. |            |
| 7385-7388           | 2015      | Tribus Civitas                    | Uit dienst                                         | Zeeland, HWGO                                             | Gebaseerd op de Mercedes-Benz Sprinter tweede generatie. Reden oorspronkelijk in Noord-Holland Noord. De 7385 en 7386 zijn naar Hermes gegaan. |            |
| 7390, 7391          | 2017      | Tribus Civitas                    | In dienst                                          | Haarlem-IJmond                                            | Gebaseerd op de Mercedes-Benz Sprinter tweede generatie. |            |
| 7399-7404           | 2005      | Mercedes-Benz Sprinter            | Uit dienst                                         | Diverse buurtbuslijnen                                    | |            |
| 7405-7412           | 2005      | Mercedes-Benz Sprinter            | Uit dienst                                         | Diverse buurtbuslijnen                                    | Reden oorspronkelijk in de regio Twente. |            |
| 7413-7417           | 2005      | VDL Kusters Midcity               | Uit dienst, export                                 | Meppel en Hoogeveen                                       | |            |
| 7418-7420           | 2001      | VDL Kusters Midcity               | Uit dienst, export                                 | Meppel en Hoogeveen                                       | Voormalig BBA 1050, 1057 en 1058, daarvoor MTI 01-15, 02-22 en 02-24 (in die volgorde). |            |
| 7421-7428           | 2007      | Mercedes-Benz Sprinter            | Uit dienst                                         | Diverse buurtbuslijnen                                    | |            |
| 7430-7445           | 2008      | Mercedes-Benz Sprinter            | Uit dienst                                         |                                                           | Ex Hermes. De 7430 reed in de concessie HWGO. De status van de andere bussen is onbekend. |            |
| 7446-7456           | 2008      | Mercedes-Benz Sprinter            | Uit dienst                                         | Diverse buurtbuslijnen                                    | De 7448 reed bij OV Regio IJsselmond. De 7452 reed in Noord-Holland Noord. |            |
| 7457, 7458          | 2009      | Mercedes-Benz Sprinter            | Uit dienst                                         | Diverse buurtbuslijnen                                    | |            |
| 7460-7480           | 2015      | Mercedes-Benz Sprinter            | Uit dienst                                         | Zeeland (buurtbus)                                        | |            |
| 7481-7494           | 2016      | Tribus Civitas                    | Deels in dienst                                    | Zeeland, HWGO, Noord-Holland Noord                        | Gebaseerd op de Mercedes-Benz Sprinter tweede generatie. 7484, 7488 en 7491 ging in april 2024 naar Hermes. |            |
| 7550-7570           | 2018      | BYD K7U                           | Deels in dienst                                    | Noord-Holland Noord, Haarlem-IJmond                       | Oorspronkelijk ingezet in Noord-Holland Noord. 7565-7568 en 7570 rijden in Haarlem-IJmond. 7551, 7553, 7556, 7561, 7562, 7569 naar Qbuzz als 1075-1077 en 6146-6148. |            |
| 7571-7632           | 2018      | VDL MidCity Electric              | Deels in dienst                                    | Noord-Holland Noord, Haarlem-IJmond, Zeeland              | Waren oorspronkelijk bedoeld voor de concessie Noord-Holland Noord vanaf 2018. In 2019 besloot Connexxion deze bussen daar niet in te zetten. De meeste bussen uit deze serie zijn niet bij Connexxion in dienst gekomen. Van eind augustus 2019 tot 10 december 2023 reden de 7573-7577 en de 7583 in de Zaanstreek. Laatstgenoemde bus rijdt sinds januari 2022 in Zeeland. De 7573-7576 gingen per 10 december 2023 alsnog naar Noord-Holland Noord en de 7577 ging naar Haarlem-IJmond. De 7623, 7624, 7626, 7628-7632 hebben in 2020 in Haarlem-IJmond gereden als 7646-7653. De 7601, 7608, 7611, 7613, 7617, 7618, 7621 en 7622 zijn naar EBS gegaan als 9104, 9101, 9102, 9105, 9106, 9103, 9107 en 9108 (in die volgorde). |            |
| 7584-7645           | 2019      | VDL Citea LLE 99 Electric         | Deels in dienst                                    | Noord-Holland Noord                                       | De 7635-7645 zijn begin 2022 naar Transdev gegaan. |            |
| 7646-7653           | 2019      | VDL MidCity Electric              | Uit dienst                                         | Haarlem-IJmond                                            | Waren oorspronkelijk bedoeld als 7623, 7624, 7626 en 7628 - 7632. |            |
| 7654-7666           | 2020      | VDL Citea LLE-99 Electric         | In dienst                                          | Haarlem-IJmond                                            | |            |
| 7667-7674           | 2017      | VDL MidCity Electric              | In dienst                                          | Haarlem-IJmond                                            | Oorspronkelijk gebouwd met dieselaandrijving als 1950-1957. Eind 2019 omgebouwd naar aandrijving op elektriciteit en hernummerd naar 7667-7674. |            |
| 7800-7814           | 2000      | Berkhof Duvedec geleed            | Uit dienst, verkocht                               |                                                           | In 2008 werden de 7806 en 7811 wit gestickerd en voorzien van SRE en Hermes logo's voor inzet rond Eindhoven. 7801 reed een tijdje rond bij Syntus voor de concessie Twente onder nummer 3401 voor spits- en evenementenvervoer. |            |
| 7815-7817           | 2000      | Mercedes-Benz O405G               | Export                                             |                                                           | |            |
| 7818-7837           | 2000      | Berkhof Duvedec geleed            | Uit dienst                                         | Amstelland-Meerlanden                                     | In 2008 werden de 7819-7823, 7826-7828, 7836 en 7837 wit gestickerd en voorzien van SRE en Hermes logo's voor inzet rond Eindhoven. Alleen 7823-7825, 7831 en 7835 nog deden nog tot 8 december 2013 dienst in IJsselmond en Twente. In 2014 enkele bussen weer in IJsselmond. |            |
| 7838-7840           | 2000      | Mercedes-Benz O405G               | Export                                             |                                                           | Deden in 2011 nog dienst in Noord-Zeeland en Voorne-Putten & Rozenburg. |            |
| 7841-7873           | 2001      | Van Hool NewAG300                 | Naar GVU                                           | Amstelland-Meerlanden                                     | Deze serie is in 2008 overgenomen door dochteronderneming GVU. Bussen werden bij Connexxion ingezet op de Zuidtangent. 7841 t/m 7844 hebben regelmatig in Almere gereden en hadden de groene kleuren. 7850 vroegtijdig buiten dienst na zware aanrijding met sneltram. 7861 uitgebrand in Vijfhuizen en heeft nooit bij de GVU gereden. Serie is eind 2013 bij GVU uit dienst gegaan. |            |
| 8001-8085           | 1999/2000 | Den Oudsten Alliance B95          | Export                                             |                                                           | De serie was afkomstig van Hermes en werd in 2008 tijdelijk ingezet in Noord- en Zuidwest Friesland. De bussen reden daar rond in de Hermes huisstijl met Connexxion logo's. Een groot deel van deze bussen is geëxporteerd naar Mioveni in Roemenië voor vervoer van de werknemers van de Daciafabriek. Enkele wagens zijn naar andere Transdev-onderdelen zijn gegaan. |            |
| 8100-8224           | 2002      | VDL Berkhof Ambassador 200        | Export                                             |                                                           | De 8220-8224 reden op de streekdienst van Almere, de rest van de serie is buiten dienst. De geëxporteerde bussen reden in de concessies Gooi en Vechtstreek, Noord-Holland Noord, Noord- en Zuidwest Friesland, Duin- en Bollenstreek/Leiden Rijnstreek/Midden-Holland, Lelystad en IJsselmond. Deze bussen werden oorspronkelijk afgeleverd met een LCD-filmbak. De bussen die in Almere rijden en in Lelystad hebben gereden zijn voorzien van een filmbak met oranje ledjes. De 8125 en 8130 reden tot eind 2013 bij het GVU. |            |
| 8225-8232           | 2003      | VDL Berkhof Ambassador 120        | Export                                             | Stadsdienst Alkmaar                                       | Aanvankelijk als Servicebus. |            |
| 8233-8254           | 2002      | VDL Berkhof Ambassador 200        | Uit dienst                                         |                                                           | Een groot deel van de serie is opgelegd. De 8240-8245 reden tot 10 december 2017 streekdienst Almere en de 8246-8248 stadsdienst Almere. 8249 is gedemonteerd. de 8241 reed sinds december 2017 in de concessie Gooi en Vechtstreek. De overige bussen reden tot eind 2012/begin 2013 in verschillende concessies, waaronder Gooi en Vechtstreek, Noord-Holland Noord, Noord- en Zuidwest Friesland, Lelystad, Duin- en Bollenstreek/Leiden Rijnstreek/Midden-Holland en IJsselmond. Deze bussen werden oorspronkelijk afgeleverd met een LCD-filmbak. De bussen die in Almere reden en in Lelystad hebben gereden zijn voorzien van een led-filmbak. |            |
| 8255-8276           | 2004      | MAN Caetano                       | Uit dienst                                         |                                                           | Serie oorspronkelijk bedoeld voor de regio Haaglanden. Nadat deze concessie moest worden afgestaan aan Veolia Transport verhuisden een aantal bussen naar Noord- en Zuidwest-Fryslân. Eerder reden ze ook op de stadsdienst Leiden totdat daar hybride bussen kwamen te rijden. Een aantal bussen waren tevens te vinden in de regio Gooi en Vechtstreek. Van augustus t/m december 2011 zijn ze bij Connexxion buiten dienst gesteld. De 8257 en 8275 zijn in januari 2012 verkocht aan Van Oeveren, die deze bussen inzette in Zeeland op de door Connexxion aan Van Oeveren uitbestede buslijnen. 8258, 8262, 8264, 8267, 8269 en 8271 in december 2016 in deze volgorde als tijdelijke bussen naar Syntus Utrecht als 1158, 1157, 1156, 1154, 1153 en 1155. |            |
| 8278-8303           | 2003      | VDL Berkhof Ambassador 200        | Export                                             |                                                           | De 8278, 8281, 8283-8284, 8286-8288, 8290-8293, 8295-8300, 8302, 8303 met stadsinterieur reden tot 10 december 2017 op de stadsdienst Almere. Serie werd oorspronkelijk afgeleverd met een LCD-filmbak. Later voorzien van een led-filmbak. 8279-8280 en 8289 buiten dienst. 8285 rijdt in Het Gooi, 8294 en 8391 in Noord-Holland-Noord. De 8301 reed tijdelijk in Zeeland. De 8282 reed tijdelijk in Zeeland. De 8286, 8290 en 8299 reden sinds december 2017 tijdelijk in de concessie Zaanstreek. De bussen zijn geëxporteerd naar Roemenië. |            |
| 8304-8342           | 2003      | VDL Berkhof Ambassador 200        | Export                                             |                                                           | Deze busserie reed tot december 2009 voor de concessie Voorne-Putten & Rozenburg en is daarna deels vervangen door de MAN serie 5132-5166 en een aantal jongere Ambassadors. Daarna inzet in verschillende concessies. 8317 en 8318 reden tot 10 december 2017 in Almere, 8327, 8329-8340 nog in Voorne Putten in metallic zilvergrijze kleur en 8341 in Heinenoord. Begin 2017 zijn ze vervangen door vrijgekomen nieuwere wagens uit een verloren concessie. Overige bussen zijn geëxporteerd. |            |
| 8343-8345           | 2003      | VDL Berkhof Ambassador 200        | Export                                             |                                                           | |            |
| 8346-8354           | 2004      | VDL Berkhof Ambassador 200        | Export                                             |                                                           | Oorspronkelijk inzetgebied stadsdienst Lelystad (Lelybus). Unieke was dat deze serie werd afgeleverd met een filmrol-display om de lijnbestemming te tonen in plaats van een matrix (zie bovenste afbeelding). Dit had te maken met dat iedere lijn op de stadsdienst een lijnkleur had en een lijnletter in plaats van lijnnummer. Later werden deze filmrollen verwijderd en vervangen door een LED-filmbak (zie onderste afbeelding). Na het verlies van deze concessie in 2011 reden de bussen voornamelijk in Noord- en Zuidwest Fryslân. Per 9 december 2012 buiten dienst gesteld en geëxporteerd. |            |
| 8355-8375           | 2004      | VDL Berkhof Ambassador 200        | Uit dienst, export                                 |                                                           | 8371-8375 reden tot 8 december 2013 in Twente. |            |
| 8376-8379           | 2005      | VDL Berkhof Ambassador 120        | Export                                             |                                                           | Voorheen op stadsdienst Zaandam |            |
| 8380-8408           | 2004      | VDL Berkhof Ambassador 200        | Export                                             |                                                           | Deze busserie reed in verschillende concessies, waaronder Noord- en Zuidwest Friesland, Leeuwarden, provincie Utrecht en bij dochteronderneming Novio onder de formule Breng. |            |
| 8409-8428           | 2004      | VDL Berkhof Ambassador 200        | Uit dienst, export                                 |                                                           | De 8409-8422, 8424-8426 en 8428 reden tot 9 december 2012 bij Breng. De 8428 is verkocht aan onderaannemer OAD, die tot 9 december 2012 voor Breng reed. Overige bussen geëxporteerd. |            |
| 8429-8456           | 2004      | VDL Berkhof Ambassador 200        | Export                                             |                                                           | Gehele serie ging over naar Breng. Per 9 december 2012 is de busserie ook daar buiten dienst gesteld. De 8429-8432 zijn verkocht aan onderaannemer OAD, die tot 9 december 2012 voor Breng reed. 8440-8443 en 8445 naar van den Broek/van Mill tours. Overige bussen zijn/worden geëxporteerd. |            |
| 8457-8728           | 2005      | VDL Berkhof Ambassador 200        | Uit dienst, export, verkocht                       |                                                           | Tot 9 december 2012 inzet in de concessie Duin- en Bollenstreek/Leiden Rijnstreek/Midden-Holland en IJsselmond. Sinds 9 december grootste deel opgelegd en een groot deel is inmiddels geëxporteerd. Een aantal reden tot begin 2020 nog in kleine aantallen als aanvulling bij een aantal andere concessies. Verder werden ze ook ingezet op verhuurd vervoer voor derden bijvoorbeeld pendeldiensten tussen de RAI en de parkeerterreinen. 8702-8728 hadden een ZF-versnellingsbak in plaats van het gebruikelijke Voith. - De 8457, 8459, 8474, 8478, 8602, 8605, 8606, 8662, 8663, 8664 en 8681 reden tot begin 2020 nog vanuit Alkmaar. 8462 reed bij touringcarbedrijf Rasch en reed in de zomer voor Connexxion op kustbus 851. 8584, 8587 en 8589 zijn verkocht aan Syntus voor de concessie Twente onder de serie 3045-3047. Overige bussen zijn/worden geëxporteerd of zijn verkocht. |            |
| 8729-8791           | 2005/2006 | MAN Lion's City A78 TÜ            | Uit dienst, export                                 | Amstelland-Meerlanden, Gooi en Vechtstreek, Zeeland       | Deze serie reed volledig in de regio Gooi en Vechtstreek. Na de inkrimping van het lijnennet in juli 2011 werd een aantal bussen geëxporteerd. De meeste resterende bussen zijn eind 2012 vervangen door Ambassador bussen uit verloren concessies. Van de geëxporteerde exemplaren rijden een aantal exemplaren, waaronder 8759, in volledige huisstijl maar zonder logo op de streekdienst vanuit Bielefeld. 8770 en 8774 reden sinds najaar 2014 in de provincie Zeeland, ter vervanging van de 3679 en 3683 die teruggingen naar de concessie Haarlem-IJmond. Anno 2017 reed alleen nog de 8770 vanuit Velsen. De 8785 rijdt bij Leo Ringelberg Touringcars. |            |
| 8792-8828           | 2005      | VDL Berkhof Ambassador 200        | Uit dienst, export                                 |                                                           | Serie 8809-8826 reed tot 9 december 2012 bij Novio onder de merknaam Breng. Overige bussen zijn verdeeld over de concessies provincie Utrecht en Voorne-Putten & Rozenburg. Eerder ook Noord- en Zuidwest Friesland en IJsselmond. De bussen uit deze serie zijn allemaal voorzien van een ZF-versnellingsbak in plaats van de gebruikelijke Voith-versnellingsbak. De bussen reden eerder grotendeels op de stadsdienst Zwolle. De 8826, 8827 en 8828 reden van 2005 tot 2010 in Almere. Een deel van de bussen is medio 2013 geëxporteerd. In 2016 reden alleen nog de 8795, 8798 en 8804-8806. 8804 en 8805 stonden terzijde sinds de concessie Provincie Utrecht is overgegaan naar Syntus op 11 december 2016. Toekomst van deze bussen onzeker, maar hoogstwaarschijnlijk ook export. In 2019 rijdt alleen 8795 nog vanuit Alkmaar, vanaf 2020 rijdt deze bus in IJsselmond. 8795 is bewaard bij de OV Collectie Nederland. |            |
| 8829-8882           | 2005/2006 | MAN Lion's City A78 T             | Uit dienst                                         | Amstelland-Meerlanden, Noord-Holland Noord, Noord-Zeeland | Deze bussen werden afgeleverd voor de buslijnen in Bestuur Regio Utrecht. Doordat bij de nieuwe aanbesteding splinternieuwe bussen werden geëist verhuisden de regiobussen naar onder meer Noord-Zeeland en Noord-Holland Noord. Tot 9 december 2012 ook Noord- en Zuidwest-Friesland. In Zeeland zijn ze in 2015 verdwenen. Tot en met december 2017 reden de 8870 en 8873 nog vanuit Uithoorn naast de vrijwel gelijke 3813-3941. De 8855 reed tot augustus 2019 vanuit Delft. De 8867 is uitgebrand. |            |
| 8883-8976           | 2005      | VDL Berkhof Ambassador 200        | Uit dienst                                         | Twente                                                    | Werden tot 8 december 2013 ingezet in Twente. Deze bussen hebben een ZF-versnellingsbak. |            |
| 9060-9066           | 1999      | Berkhof Duvedec geleed            | Uit dienst, deels export                           |                                                           | Deze serie werd in juni 1999 afgeleverd in de oude geel/wit/grijze huisstijl omdat de huisstijl van Connexxion nog niet bekend was. Deze bussen hebben daarna ook nooit in de Connexxion-huisstijl gereden. 9060 is eigendom van Smit Reizen in Harderwijk en de 9062, 9063, 9064, 9066 reden bij Connexxion Tours en zijn inmiddels geëxporteerd. 9061 en 9065 zijn geëxporteerd naar Mioveni in Roemenië voor vervoer van de werknemers van de Daciafabriek. |            |
| 9067-9087           | 1999      | Berkhof Duvedec geleed            | Uit dienst                                         |                                                           | Deze serie werd in de huisstijl van Connexxion afgeleverd. In 2006 werden de 9068-9079 voorzien van stempelautomaten en een automaatbal voorop voor inzet op de Krimpense lijnen 97 en 98 die tot de overgang naar Qbuzz een open instapregime kenden. Hiermee kwam een einde aan meer dan 25 jaar inzet van eerst Mercedes O305 en sinds 1991 O405 geledes. In 2008 na de overgang naar Qbuzz verdwenen deze voorzieningen weer. In 2008 werden de 9072-9075 wit gestickerd en voorzien van SRE en Hermes logo's voor inzet rond Eindhoven. De 9071, 9076-9083 en 9085 en 9086 werden in 2008 verhuurd aan Arriva voor inzet rond Groningen. 9067 rijdt tegenwoordig voor KomKids Spijkenisse. 9068 en 9078 reden een tijdje lang bij Connexxion Tours, maar rijden tegenwoordig bij Syntus in de concessie Twente voor spits- en evenementenvervoer onder de nummers 3402 en 3403. 9069-9070 rijden nu bij Connexxion Tours. 9080, 9083, 9084 staan te koop. 9085 reed bij Connexxion een tijdje met reclame van de politie, daarna even gereden bij Arriva wegens materieeltekort en is inmiddels geëxporteerd. 9072, 9073, 9075, 9077 en 9086 zijn ook geëxporteerd. 9071, 9074, 9076, 9079, 9081, 9082, 9087 zijn geëxporteerd naar Mioveni in Roemenië voor vervoer van de werknemers van de Daciafabriek. |            |
| 9088-9094           | 1999      | Berkhof Duvedec geleed            | Export                                             |                                                           | Deze serie werd in de huisstijl van Connexxion afgeleverd. In 2008 werden de 9091-9094 wit gestickerd en voorzien van SRE en Hermes logo's voor inzet rond Eindhoven. De 9088 en 9089 werden in 2008 verhuurd aan Arriva voor inzet rond Groningen. 9088-9092 zijn geëxporteerd naar Mioveni (Roemenië). 9093-9094 hebben bij Connexxion Tours gereden (witte huisstijl) en zijn eind 2013 geëxporteerd. |            |
| 9100-9112           | 2003      | Mercedes-Benz Citaro G            | Uit dienst                                         |                                                           | 9110 is in Alkmaar verbrand. De 9100, 9102, 9104, 9107, 9109 hebben tot december 2017 in de concessie Amstelland-Meerlanden gereden. De 9101 en 9111 hebben tot december 2017 in de concessie stad- en streekvervoer Almere gereden. Inzet per concessie (maart 2019): - 9103, 9108 - Concessie Noord-Holland Noord - 9105 reed tot en met februari 2020 bij TCR (CXX Tours) - 9111 rijdt bij South West Tours - 9100, 9102, 9107, 9109 - Concessie Amstelland-Meerlanden - 9101, 9104, 9106, 9112 - Concessie onbekend |            |
| 9113-9119           | 2003      | Mercedes-Benz Citaro G (geleed)   | Uit dienst                                         |                                                           | De 9113 heeft tot 8 december 2018 in de concessie Voorne Putten en Rozenburg gereden en de 9114 - 9119 reden tot januari 2017 bij Hermes in de concessie SRE. De 9114 - 9119 zijn eind januari/begin februari 2017 verkocht aan TCR. |            |
| 9120-9154           | 2003      | Mercedes-Benz Citaro G (geleed)   | Uit dienst                                         |                                                           | De 9122-9123, 9126, 9130-9132, 9137 en 9139 hebben tot december 2017 op het Schiphol Sternet gereden. De 9120-9121, 9124-9125, 9127-9129, 9133-9136 en 9138 hebben tot december 2017 bij Maxx Almere gereden. De 9148, 9150 en 9152 reden van 2007 tot en met december 2013 voor GVU en kregen de huisstijl van GVU. Daarna zijn ze overgegaan naar de concessie IJsselmond waar ze tot mei 2014 reden. De 9147 reed in de concessie Voorne-Putten en Rozendaal en is in 2017 overgegaan naar de concessie Arnhem-Nijmegen. Deze bussen rijden nu bij Connexxion Tours. De meeste zijn verkocht aan andere vervoerders en een deel staat te koop bij Womy. De huidige inzet van deze bussen is anno maart 2019 als volgt: - De 9120, 9129, 9154 zijn verkocht aan Syntus Overijssel - 9121 en 9122: De status van deze bussen is onbekend - De 9125, 9135 en 9141 rijden bij South West Tours - 9123, 9126, 9130, 9131, 9137, 9139: Deze bussen zijn verkocht aan Pouw Vervoer - De 9127, 9133 en 9136 rijden voor U-OV rond Utrecht - 9134,9142 Deze bussen zijn geëxporteerd naar België en rijden in Antwerpen als fietsbus. - 9128, 9132, 9138, 9140: De status van deze bussen is onbekend - 9143-9146: De status van deze bussen is onbekend - 9147: Concessie Arnhem-Nijmegen (Breng) - 9148-9149: Over naar Connexxion Tours. 9149 reed in 2018 op de Keukenhoflijnen. - 9150-9153: De status van deze bussen is onbekend |            |
| 9155-9156           | 2003      | Mercedes-Benz Citaro G (geleed)   | Uit dienst                                         |                                                           | Deze bussen reden tot december 2013 in de concessie Twente. Daarna tot een onbekend moment in Amstelland Meerlanden gereden en reden ze bij Connexxion Tours. De 9156 is geëxporteerd naar Duitsland. |            |
| 9157-9175           | 2003      | Mercedes-Benz Citaro G (geleed)   | Uit dienst                                         | Diverse concessies (zie opmerkingen)                      | 9166 is in Zaandam afgebrand. De huidige (november 2022) inzet van deze bussen is als volgt: - De 9157 heeft een onbekende status. - De 9158 en 9175 zijn verkocht aan Ray Line. - De 9159-9161 zijn geëxporteerd naar België en rijden in Antwerpen als fietsbus - De 9162 is verkocht. - De 9163-9164 en 9168-9170 rijden bij Connexxion Tours. - De 9165 is naar TCR gegaan. - De 9167 is verkocht. - De 9171 heeft een onbekende status - De 9172 is buiten dienst gegaan en inmiddels verkocht. - De 9173 en 9174 zijn geëxporteerd. |            |
| 9176-9181           | 2005      | Mercedes-Benz Citaro G (geleed)   | Uit dienst                                         |                                                           | Inzet was op verschillende concessies waaronder Voorne-Putten & Rozenburg. Kwamen in 2005 oorspronkelijk in dienst voor de concessie Bestuur Regio Utrecht. In december 2008 gingen de bussen daar uit dienst door de komst van nieuw materieel. Reden vanaf december 2008 tot eind 2009 tijdelijk bij Hermes voor de concessie Samenwerkingsverband Regio Eindhoven. De bussen zijn eind 2009 naar Novio gegaan voor de concessie Arnhem Nijmegen, waar ze onder de naam Breng reden. In 2011 zijn de 9179, 9180 en 9181 naar de concessie Voorne-Putten & Rozenburg gegaan in december 2012. De 9176, 9177 en 9178 zijn in december 2012 bij Breng uit dienst gegaan en weer naar Hermes in Eindhoven gegaan. Sinds het voorjaar van 2013 rijden de bussen op de Airport Shuttle in Eindhoven. 9181 is op 30 januari 2014 uitgebrand. De huidige (december 2019) inzet van deze bussen is: - De 9179 rijdt bij OV Regio IJsselmond op de streek- en scholierenlijnen |            |
| 9182-9227           | 2007-2008 | Mercedes-Benz Citaro G (geleed)   | Uit dienst                                         | Amstelland-Meerlanden (Zuidtangent/R-net)                 | Waren oorspronkelijk bestemd voor de Zuidtangent. Een deel van deze bussen is geëxporteerd. De 9192-9202, 9205 en 9221-9227 reden van december 2017 tot april 2018 tijdelijk in de concessie Amstelland-Meerlanden totdat de elektrische bussen daar gingen rijden. Daarna bleven een aantal wagens daar rijden tot de indienststelling van de Noord-Zuidlijn op 22 juli 2018 met een verminderde materieelbehoefte.Bussen 9219 en 9220 zijn verkocht aan Gebo tours en rijden in de concessie IJssel-Vecht op lijn 247. De 9193-9199 en 9201-9203 zijn naar TCR gegaan. De bussen 9209 en 9227 waren in alle gebieden van Connexxion aan te treffen. |            |
| 9228-9238           | 2008      | Mercedes-Benz Citaro G (geleed)   | Naar Qbuzz (U-OV)                                  |                                                           | Bussen werden tot 8 december 2013 geleased door Connexxion voor gebruik in de concessie van Bestuur Regio Utrecht. |            |
| 9241-9247           | 2008      | MAN Lion's City G A23             | Terug naar Hermes                                  | Amstelland-Meerlanden (Schiphol Sternet)                  | De complete serie werd tot half februari 2017 door Hermes ingezet op de stadsdienst van Eindhoven. Na komst van nieuwe bussen zijn deze bussen overgegaan naar Connexxion voor inzet op Schiphol Sternet in de concessie Amstelland-Meerlanden. Deze bussen reden sinds december 2017 tot 1 april 2018 tijdelijk in de concessie Amstelland-Meerlanden totdat de elektrische bussen gingen rijden. Drie bussen keerden daarna terug naar Hermes. Anno september 2024 is de 9241 terug naar Connexxion gegaan voor inzet in Zeeland en rijden de 9246 en 9247 bij Hermes in Eindhoven. |            |
| 9248-9253           | 2008      | Mercedes-Benz Citaro G (geleed)   | Uit dienst                                         | Amstelland-Meerlanden (R-net)                             | Tot en met december 2023 reden de 9250, 9252 en 9253 in de concessie Amstelland-Meerlanden als reservematerieel. De 9251 is per december 2017 uit dienst genomen. De 9249 is eind 2022 naar Hermes verhuisd. |            |
| 9254-9263           | 2008      | Mercedes-Benz Citaro G (geleed)   | Deels in dienst                                    | Diverse concessies (zie opmerkingen)                      | Oorspronkelijk provincie Utrecht, Voorne-Putten & Rozenburg en Maxx Almere. Bussen die ingezet werden in de Provincie Utrecht zijn sinds de overname van Syntus op 11 december 2016 verhuisd naar concessie Amstelland-Meerlanden. De inzet van de bussen is anno 2024 als volgt: - 9254, 9258, 9260, 9261 en 9263: concessie Veluwe-Zuid (Hermes) - 9255: concessie Amstelland-Meerlanden - 9256: Zeeland - 9257 en 9259: uit dienst - 9262: reservebus Texel |            |
| 9264-9274           | 2008      | MAN Lion's City G A23 CNG         | Deels in dienst                                    | Zeeland                                                   | Tot en met 13 december 2014 reden deze bussen alleen in Midden Zeeland. Deze bussen rijden in de huisstijl van "Door Zeeland". De 9265 en 9269 zijn per augustus 2024 naar Breng/Hermes gegaan voor inzet in Nijmegen, gevolgd door de 9272 en 9273 in november 2024. De 9264, 9266, 9267 en 9271 zijn medio 2024 uit dienst gegaan. |            |
| 9300-9339           | 2017      | Solaris Urbino 18                 | Uit dienst                                         | Amstelland-Meerlanden (R-net)                             | De 9301-9306 zijn begin 2021 verhuisd naar OV Regio IJsselmond en vervolgens, eind 2024, naar Hermes. De rest is uit dienst en/of geëxporteerd. |            |
| 9340-9372           | 2017      | Mercedes-Benz CapaCity L          | Uit dienst, deels export                           | Amstelland-Meerlanden (R-net)                             | De 9344, 9346 - 9348, 9350, 9357, 9359 verhuisde eind 2022 naar Hermes. De 9341, 9345, 9349, 9351-9353, 9355, 9356, 9360, 9361 verhuisde in de zomer van 2023 naar Qbuzz/U-OV als 4221-4230. De 9362-9372 zijn in 2021 geëxporteerd. |            |
| 9374-9377           | 2018      | Solaris Urbino 18                 | Deels in dienst                                    | Noord-Holland Noord                                       | De 9374 begon net als de rest van deze busserie in Noord-Holland Noord, vlak daarna ging deze bus in Haarlem-IJmond rijden. Begin 2021 verhuisde de 9374 naar OV Regio IJsselmond, om eind 2024 naar Hermes te verhuizen. |            |
| 9378-9379           | 2018      | Solaris Urbino 18 CNG             | In dienst                                          | Noord-Holland Noord (Texelhopper)                         | |            |
| 9490-9499           | 2018      | VDL Citea SLFA 181 Electric       | Nog niet in dienst                                 | Amstelland-Meerlanden (R-net)                             | Ex EBS 1030-1039. |            |
| 9700-9750           | 2017      | VDL Citea SLFA 181 Electric       | In dienst                                          | Amstelland-Meerlanden (Schipholnet)                       | 9741-9750 rijden op het R-net. |            |
| 9751-9799           | 2017      | VDL Citea SLFA 180 Electric       | Deels in dienst                                    | Amstelland-Meerlanden (R-net)                             | 9769 uit dienst na ongeval, 9797 uit dienst na brand |            |
| 9800-9838           | 2021      | Ebusco 2.2 18m                    | In dienst                                          | Amstelland-Meerlanden (R-net)                             | |            |
| 20207-20234         | ????      | Nissan Leaf                       | In dienst                                          | Amstelland-Meerlanden                                     | |            |
| 42647               | 2003      | Mercedes-Benz Sprinter            | Onbekend                                           |                                                           | Eigendom van Connexxion Taxi Services |            |
| 42796               | 2004      | Mercedes-Benz Sprinter            | Onbekend                                           |                                                           | Eigendom van Connexxion Taxi Services |            |
| 42823               | 2005      | Mercedes-Benz Sprinter            | Onbekend                                           |                                                           | Eigendom van Connexxion Taxi Services |            |
| 42880               | 2005      | Mercedes-Benz Sprinter            | Onbekend                                           |                                                           | Eigendom van Connexxion Taxi Services |            |
| 43918               | 2006      | Mercedes-Benz Sprinter            | Onbekend                                           |                                                           | Eigendom van Connexxion Taxi Services |            |
| 44602               | 200x      | Mercedes-Benz Sprinter            | Uit dienst                                         |                                                           | Eigendom van Connexxion Taxi Services |            |
| 44890-44891         | 2013      | Mercedes-Benz Sprinter            | Onbekend                                           |                                                           | Ex Breng, eigendom van Connexxion Taxi Services |            |
| 44892               | 2008      | Mercedes-Benz Sprinter            | Onbekend                                           |                                                           | Eigendom van Connexxion Taxi Services |            |
| 44908-44910         | 2008      | Mercedes-Benz Sprinter            | Onbekend                                           |                                                           | Eigendom van Connexxion Taxi Services |            |
| 44959-44966         | 2009      | Mercedes-Benz Sprinter            | Onbekend                                           |                                                           | Eigendom van Connexxion Taxi Services, 44966 is ex Hermes. |            |
| 45530-45538         | 2010      | Mercedes-Benz Sprinter            | Onbekend                                           |                                                           | Eigendom van Connexxion Taxi Services |            |
| 46675-46679         | 2011      | Mercedes-Benz Sprinter City       | Deels in dienst                                    | Meppel en Hoogeveen                                       | Eigendom van Connexxion Taxi Services. 46676 en 46677 zijn verkocht aan U-OV waar ze dienstdoen op lijn 2. |            |
| 48453-48464         | 2013      | Mercedes-Benz Sprinter            | In dienst                                          | IJsselmond                                                | Eigendom van Connexxion Taxi Services |            |
| 48490-48492         | 2013      | VDL MidCity                       | In dienst                                          | Omgeving van Arnhem                                       | Rijden voor Connexxion Taxi Services. |            |
| Divers              |           | Mercedes-Benz Sprinter            | Deels in dienst                                    | Diverse buurtbuslijnen                                    | Ook veelvuldig te zien in het wagenpark van Connexxion Taxi Services. |            |
| 17-SB-NF - 18-SB-NF | 2005      | Mercedes-Benz Sprinter            | Onbekend                                           |                                                           | Voorheen Veolia, daarvoor CTS 43479, 43488 |            |
| 54-NK-RN            | 2003      | Mercedes-Benz Sprinter            | Onbekend                                           |                                                           | Voorheen Veolia, daarvoor CTS 42654 |            |
| 81-LN-TR            | 2003      | Mercedes-Benz Sprinter            | Onbekend                                           |                                                           | Voorheen Veolia, daarvoor CTS 42526 |            |
| 92-PB-JV            | 2004      | Mercedes-Benz Sprinter            | Onbekend                                           |                                                           | Voorheen Veolia, daarvoor Connexxion 7360, daarvoor CTS 42796 |            |

### Tot mei 1999
De oudste bussen uit de jaren 80 van de twintigste eeuw werden tussen 1999 en 2005 buiten dienst gesteld. Dit waren onder andere verschillende modellen van de standaard streekbus op het DAF MB200 chassis (genummerd in de 1000-, 3000-, 6000-, 7000-, 8000- en 9000-serie) en enkele CSA-II stadsbussen. Deze bussen (genummerd in de series 1000 en 3000) werden nog een tijdje bij Connexxion ingezet op de stadsdienst Enschede (ex-TET, Oostnet), stadsdienst Zwolle en stadsdienst Almere (STZ, VAD, Midnet).
Voor uitgebreidere informatie over het wagenpark afkomstig van de NZH, CN, Enhabo (en daarna deels NZH) en VAD (en daarna Midnet)
Alle onderstaande busseries zijn de afgelopen jaren uit het wagenpark van Connexxion Openbaar Vervoer. De oudste bussen zijn geëxporteerd naar landen als Cuba. Enkele touringcarbedrijven en/of verenigingen in Nederland hebben bussen gekocht, waardoor die nog in Nederland rijden. Een paar bussen worden tentoongesteld in musea.
| Nummer(s)                                                   | Bouwjaar            | Merk                   | Type                | Bijzonderheden | Afbeelding |
| ----------------------------------------------------------- | ------------------- | ---------------------- | ------------------- | --- | ---------- |
| (0)143 – (0)161                                             | 1984                | Den Oudsten            | B79T                | Trolleybussen die dienstdeden op het Arnhems trolleybusnet. Voormalig GVA, daarna GVM en daarna Oostnet waar ze in 1997 de 0 voor hun nummer kregen. Alleen de 0143 – 0156, 0158 – 0159, 0161 hebben dienstgedaan bij Connexxion. Uit dienst gegaan in 2001/2002. |            |
| (0)162 – (0)171                                             | 1986                | Den Oudsten            | B79T                | Trolleybussen die dienstdeden op het Arnhems trolleybusnet. Voormalig GVA, daarna GVM en daarna Oostnet waar ze in 1997 de 0 voor hun nummer kregen. Alleen de 0164, 0166, 0168 en 0170 hebben dienstgedaan bij Connexxion. De 0162 en 0163 waren bij Oostnet al opgelegd, zijn wel overgegaan naar Connexxion, maar hebben nooit dienstgedaan. Uit dienst gegaan in 2001/2002. |            |
| (5)(0)172 – (5)(0)182                                       | 1990                | Den Oudsten/Volvo      | B10M                | Trolleybussen, die dienstdeden op het Arnhems trolleybusnet. Voormalig GVA, daarna GVM en daarna Oostnet waar ze in 1997 de 0 voor hun nummer kregen. Later bij Connexxion vernummerd in 5172 – 5182. Negen wagens zijn in 2009 afgevoerd. 5177 en 5180 hebben tot november 2012 dienstgedaan en bereikten daarmee een leeftijd van meer dan 22 jaar. |            |
| 200                                                         | 1993                | Van Hool               | AG300               | |            |
| (5)201-(5)209                                               | 1993, 1994-1997     | Van Hool               | AG300T              | ex-GVA, GVM, Oostnet waar de toen aanwezige wagens een 5 voor hun nummer kregen, de 5201 is uit 1993, alle wagens inmiddels uit dienst |            |
| (5)210, (5)211                                              | 1998                | Berkhof                | Premier AT18        | ex-Oostnet, hadden bij aflevering al 5200 nummers |            |
| (0)228                                                      | 1988                | Van Hool/ACEC          | AG280T              | Gehuurde trolleybus uit Gent. In 1996 huurde Oostnet de 17, 15, 10 en 03 uit Gent en deze werden in deze volgorde genummerd als 225-228. 225-227 deden maar kort dienst, maar 228 kreeg in 1997 bij Oostnet een 0 voor zijn wagennummer en heeft in 1999 nog bij Connexxion gereden. |            |
| 232                                                         | 1995                | Berkhof                | Premier             | Afkomstig van de Lijn. |            |
| 233                                                         | 1997                | Berkhof                | Premier             | Afkomstig van de Lijn. |            |
| 234 – 269                                                   | 1990                | Bova                   | Futura              | Alleen 236 t/m 237 (Midnet), 246 t/m 249 (Midnet), 255 t/m 256 (Midnet), 263 t/m 268 (NZH) kwamen bij Connexxion in dienst. Voor de genoemde vervoerders waren alle bussen in dienst bij CN. De 256 (ex shuttle) heeft nog even voor de Westland Express gereden, om daarna weer naar Connexxion te gaan. Inmiddels rijden deze bussen niet meer bij Connexxion. |            |
| 308 – 337                                                   | 1991                | Bova                   | Futura              | Alleen 308 t/m 316 (Midnet), 317 t/m 321 (NZH), 322 t/m 328 (Midnet), 330 (Midnet), 331 (NZH), 333 t/m 337 (Midnet) kwamen bij Connexxion in dienst. De bussen hadden daarvoor bij CN gereden. De 367-370 en 374 hebben enige tijd dienstgedaan bij Westland Express. |            |
| 353 – 358                                                   | 1991                | Berkhof                | Excellence 1000L    | Afkomstig van Midnet, daarvoor van VAD. Waren bij Connexxion in dienst op de Interliners. |            |
| 359 – 361                                                   | 1991                | Berkhof                | Excellence 1000L    | Afkomstig van Oostnet, daarvoor van TET. |            |
| 362 – 364                                                   | 1991                | Berkhof                | Excellence 1000LA   | Afkomstig van NZH. Reden in de laatste jaren van hun dienst rond onder de noemer Expressbus. |            |
| 365 – 366 369 371 – 394                                     | 1991                | Bova                   | Futura              | 365, 366, 369 en 371 – 376 waren afkomstig van Midnet, 377 – 394 waren afkomstig van NZH. |            |
| 400 – 403                                                   | 1991                | Smit                   | Orionliner          | Afkomstig van ZWN, daarvoor van WN. |            |
| 406 – 425                                                   | 1991                | Berkhof                | Excellence 1000L    | Afkomstig van Midnet, daarvoor van VAD. |            |
| 426 – 440                                                   | 1991                | Berkhof                | Excellence 1000L    | Afkomstig van ZWN. |            |
| 442 – 444                                                   | 1991                | Berkhof                | Excellence 1000L    | Afkomstig van NZH. Reden in de laatste jaren van hun dienst rond onder de noemer Expressbus. |            |
| 445 – 449                                                   | 1991                | Berkhof                | Excellence 1000L    | Afkomstig van Midnet, daarvoor van VAD. |            |
| 1001 – 1005                                                 | 1995                | Van Hool               | Linea               | Ex-ZWN. Hebben nog een tijdje gereden bij Connexxion Tours. Bussen zijn inmiddels geëxporteerd. 1002 is gesloopt. |            |
| 1006 – 1015                                                 | 1995                | Dennis                 | Lance               | Deze bussen kwamen in 1995 in dienst bij NZH. Uit dienst in 2006. |            |
| 1016 – 1030                                                 | 1995                | Den Oudsten            | Alliance B89        | Achtereenvolgens in dienst bij GVM, Oostnet, NZH. |            |
| 1031 – 1069                                                 | 1995                | Berkhof                | 2000NL              | Ex-NZH. Geëxporteerd naar Cuba. |            |
| 1070 – 1079                                                 | 1995                | Den Oudsten            | Alliance B89        | Achtereenvolgens in dienst bij GVM, Oostnet, NZH. Deze serie heeft in de oude Interliner huisstijl rondgereden. Laatste serie heeft niet bij NZH gereden. |            |
| 1097 – 1116                                                 | 1995                | Mercedes-Benz          | O408                | Voorheen ZWN-Groep, daarvoor ZWN. |            |
| 1127 – 1137                                                 | 1995                | Den Oudsten            | Alliance B91        | Ex-Midnet |            |
| 1148 – 1151                                                 | 1995                | Den Oudsten            | Alliance B89        | Achtereenvolgens in dienst bij GVM, Oostnet |            |
| 1200 – 1210                                                 | 1996                | Den Oudsten            | Alliance B96        | Ex-Midnet. 1209 reed als 443 bij Taxi Centrale Renesse |            |
| 1231 – 1240                                                 | 1996                | Van Hool               | Linea               | Voorheen ZWN-Groep, daarvoor ZWN. Hebben nog een tijdje gereden bij Connexxion Tours. Bussen zijn inmiddels geëxporteerd. |            |
| 1289 – 1299                                                 | 1996                | Den Oudsten            | Alliance B89        | Ex-ZWN |            |
| 1300 – 1309                                                 | 1996                | Den Oudsten            | Alliance B89        | 1301 is verkocht aan Leo Ringelberg Touringcars, nummer 186. 1305 is na enige tijd opgelegd te zijn geweest de "Sportbus" bij GVU. De 1304 en 1309 zijn in dienst bij Uitgaansbus als partybus. |            |
| 1310 – 1318                                                 | 1996                | Van Hool               | A300                | Ex-ZWN. Serie geëxporteerd in 2005 en 2006. |            |
| 1364 – 1374                                                 | 1989                | Den Oudsten            | B88                 | Deze serie werd gebouwd op een Volvo B10M chassis. Eerder achtereenvolgens in dienst bij GVA, GVM, Oostnet. 1370 rijdt nog in Nederland. |            |
| 1375 – 1386                                                 | 1998                | Berkhof                | Premier             | Ex-NZH |            |
| 1529 – 1539                                                 | 1982                | Hainje                 | Standaard streekbus | Ex-NZH. Gingen in 1999/2000 uit dienst. |            |
| 1540 – 1543                                                 | 1982                | Hainje                 | Standaard streekbus | Voorheen Midnet, daarvoor VAD. Gingen grotendeels in 1999/2000 uit dienst, 1542 ging pas in 2003 uit dienst |            |
| 1544, 1550, 1551, 1554, 1555                                | 1983                | Hainje                 | Standaard streekbus | Ex-ZWN. Gingen in 1999/2000 uit dienst |            |
| 1869 – 1874                                                 | 1987                | Hainje                 | CSA II              | Voorheen Midnet, daarvoor VAD. Gingen in 2005 uit dienst. |            |
| 1875 – 1878 1879 – 1896                                     | 1991 1992           | Den Oudsten            | B88                 | Deze serie werd gebouwd op een Volvo B10M chassis. Eerder achtereenvolgens in dienst bij GVA, GVM, Oostnet. |            |
| 1956 – 1960                                                 | 1988                | Hainje                 | CAOV                | Ex ENHABO, NZH. De 1959 en 1960 hadden een vernieuwde kop die was ontworpen door Duvedec (ST2000). |            |
| 1961 – 1963                                                 | 1990                | Hainje                 | ST2000              | Ex ENHABO, NZH. |            |
| 1967                                                        | 1989                | Berkhof                | Excellence 1000     | TAD, TET, Oostnet |            |
| 1968                                                        | 1990                | Berkhof                | Excellence 1000     | TAD, TET, Oostnet |            |
| 2024 – 2025                                                 | 1992                | Scania/Berkhof         | N113                | Eerder in dienst bij VAD en Midnet. Reden op de stadsdienst van Zwolle. |            |
| 2035, 2049                                                  | 1991                | Neoplan                | N4009               | Afgevoerd. Voorheen Midnet, daarvoor Centraal Nederland. Reden in Soest. Uit dienst in 1999/2000 |            |
| 2070 – 2071                                                 | 1992                | Scania/Berkhof         | N113                | Eerder in dienst bij VAD en Midnet. Reden op stadsdienst Zwolle. |            |
| 2072 – 2077                                                 | 1993                | Den Oudsten            | B90                 | Achtereenvolgens in dienst bij WN, ZWN en NZH |            |
| 2092 – 2098                                                 | 1993                | Van Hool               | A300                | Werden ingezet in de provincie Zeeland. Voorheen ZWN-Groep, daarvoor ZWN. |            |
| 2100 – 2112                                                 | 1993                | Den Oudsten            | B90                 | Alleen de 2105, 2109, 2110 en 2112 kwamen in dienst van Connexxon. Bussen waren afkomstig van de NZH. |            |
| 2113 – 2114                                                 | 1994                | Scania/Berkhof         | N113                | Eerder in dienst bij VAD en Midnet. Reden op stadsdienst Zwolle. |            |
| 2115 – 2125                                                 | 1994                | Den Oudsten            | Alliance B90        | Ex-Midnet. Kregen de huisstijl van Connexxion en reden vanuit Nieuwegein. |            |
| 2126 – 2128                                                 | 1993                | Den Oudsten            | Alliance B90        | Ex-NZH. Reden in Haarlem. |            |
| 2130 – 2151                                                 | 1997                | Berkhof                | 2000NL Premier      | Ex-NZH. Serie in 2008 geëxporteerd. |            |
| 2152 – 2162                                                 | 1996                | Den Oudsten            | Alliance B95        | Deze bussen kwamen in 1996 in dienst bij Midnet. Alle bussen werden later overgespoten in de huisstijl van Connexxion. |            |
| 2175 – 2182                                                 | 1996                | Den Oudsten/Iveco      | Alliance B89        | Deze bussen kwamen in 1996 in dienst bij de ZWN-groep. Alle bussen werden later overgespoten in de huisstijl van Connexxion en zijn geëxporteerd naar Duitsland. |            |
| 2204 – 2213                                                 | 1998                | Den Oudsten            | Alliance B96        | Lichtblauwe LPG-bussen bedoeld voor de stadsdienst Zwolle die oorspronkelijk bij Midnet in dienst kwamen. 2208 rijdt nu als Autoprevoz 1269 in het rood in Banja Luka, nog steeds op LPG. |            |
| 2214                                                        | 1997                | Berkhof                | ST2000NL            | Ex-Midnet |            |
| 2215 – 2216                                                 | 1998                | Mercedes-Benz          | O405N²-Hybride      | ZWN-groep |            |
| 2225 – 2226                                                 | 1993                | Van Hool               | A300                | ex-NZH Travel |            |
| 2227 – 2239                                                 | 1998                | Den Oudsten            | Alliance B96        | Ex-ZWN bussen. Deze bussen werden niet overgespoten in de Huisstijl van Connexxion. |            |
| 2247 – 2271                                                 | 1998                | Den Oudsten            | Alliance B96        | Deze bussen kwam in dienst bij Oostnet. Een paar bussen werd later overgespoten in de huisstijl van Connexxion, een groot gedeelte bleef echter in de oude huisstijl rijden. |            |
| 2272 – 2286                                                 | 1998                | Mercedes-Benz          | O408                | Ex-ZWN-groep |            |
| 2287 – 2296                                                 | 1998                | Berkhof                | 2000NL              | Ex-ZWN-groep |            |
| 2297 – 2306                                                 | 1999                | Den Oudsten            | Alliance B95        | Deze bussen kwamen in 1999, net voor de fusie, in dienst bij Midnet. Een paar bussen werd later overgespoten in de huisstijl van Connexxion, een groot gedeelte bleef echter rijden in geel/wit/grijs. |            |
| 2222 – 2226                                                 | 1998                | Mercedes-Benz          | Citaro              | Kwamen in dienst bij de ZWN-groep. Bussen werden overgespoten in de huisstijl van Connexxion. Uit dienst in 2004. |            |
| 2307 – 2321                                                 | 1999                | Mercedes-Benz          | O408                | Ex-ZWN-groep |            |
| 2322 – 2341                                                 | 1999                | Den Oudsten            | Alliance B95        | Deze bussen kwamen in 1999, net voor de fusie, in dienst bij Midnet. Een paar bussen werd later overgespoten in de huisstijl van Connexxion, een groot gedeelte bleef echter rijden in geel/wit/grijs. |            |
| 2350 – 2351                                                 | 1999                | Scania                 | OmniCity            | Deze bussen kwamen in 1999, net voor de fusie, in dienst bij Midnet. Uit dienst in 2003. |            |
| 2409-2508                                                   | 1999                | Den Oudsten            | Alliance B95        | Eerste grote serie door Connexxion besteld. Afgeleverd in meerdere kleinere series. Van deze serie is de 2497 in 2014 opgenomen in de museumcollectie van het Haags Bus Museum. |            |
| 2526–2535 2599–2601                                         | 1993                | Van Hool               | A300                | In 2007 afgevoerd. Voorheen ZWN-Groep, daarvoor ZWN. Reden op Schiphol Sternet. Bij Connexxion werd deze serie in 2000/2001 nog aangevuld met nieuwe bussen van de serie 2509–2535 en 2596–2598. |            |
| 3102                                                        | 1985                | Den Oudsten            | CAOV                | Ex-NZH |            |
| 3146, 3148                                                  | 1992                | Dennis                 | Dennis Dart         | Deze bussen kwamen in 1992 in dienst bij NZH. Uit dienst in 2003. |            |
| 3147                                                        | 1994                | Dennis                 | Lance               | Deze bussen kwamen in 1994 in dienst bij NZH. Uit dienst in 2006. |            |
| 3359 – 3363                                                 | 1989                | Den Oudsten            | B88                 | Deze trolleybussen voor Arnhem werden gebouwd op een Volvo B10M chassis. In 2005 uit dienst gehaald en geëxporteerd. Eerder in dienst bij GVA, GVM en Oostnet. |            |
| 3950 – 3997                                                 | 1988 / 1989         | Mercedes-Benz          | O405                | Ex-ZWN-groep. Serie is officieel opgedeeld in een aantal kleine series. 3870 – 3997 hebben bouwjaar 1989. |            |
| 4000-serie                                                  | 1988 t/m 1992       | Den Oudsten            | B88                 | In de 4000-serie waren een heleboel Den Oudsten B88 bussen te vinden. Onderstaande de serie met voormalige vervoerders. Gebouwd op DAF MB230 LC615 chassis: 4000 (VAD, Midnet), 4001 (WN, CN, Midnet), 4002 (GSM, GVM, Oosnet), 4003-4013 (CN, NZH), 4026-4038 (WN, CN, Midnet), 4050-4064 (GSM, GVM, Oostnet), 4077 – 4081 (NZH), 4082 – 4086 (Midnet), 4088 – 4106 (Midnet), 4108 – 4110 (Midnet), 4111 – 4113 (NZH), 4115 (NZH), 4156-4181 (VAD, Midnet), 4182-4201 (CN, Midnet), 4268-4298 (VAD, Midnet), 4312-4326 (CN, NZH), 4329-4338 (GSM, GVM, Oostnet), 4544-4576 (VAD, Midnet), 4702-4722 (VAD, Midnet) Gebouwd op Volvo B10M-55 chassis: 4202-4205 (VAD, Midnet), 4206-4232 (TET, Oostnet), 4235-4238 (VAD, Midnet), 4535-4543 (GSM, GVM, Oostnet) |            |
| 4339 – 4347                                                 | 1990                | Berkhof                | ST2000E             | Op Volvo B10M chassis. De voormalige vervoerders waren achtereenvolgens VAD en Midnet. Reden op de stadsdienst van Almere. |            |
| 4350 – 4409                                                 | 1990                | Mercedes-Benz          | O405                | Voormalig WN, ZWN-groep. 4408 is museumbus in Nederland bij de OVCN met het opschrift: "Vandalen moeten betalen" in graffiti-style. 4402 is gespot in Stara Zagora, Bulgarije. |            |
| 4410 – 4432                                                 | 1991                | Mercedes-Benz          | O405                | Voormalig WN, ZWN-groep |            |
| 4434 – 4436                                                 | 1990                | Mercedes-Benz          | O405                | Voormalig ZWN, ZWN-groep |            |
| 4490 – 4499                                                 | 1992                | Mercedes-Benz          | O405                | Voormalig WN, ZWN-groep |            |
| 4530 – 4534                                                 | 1987                | Hainje                 | ST2000              | Volvo B10M chassis. Voormalig SM, ENHABO, NZH – Meer informatie |            |
| 4633 – 4676                                                 | 1992                | Berkhof                | Europa 2000         | Ex-NZH |            |
| 4758 – 4759                                                 | 1993                | Berkhof                | 2000NL              | Voormalig eigendom van TET en later Oostnet. Werden ingezet in Twente |            |
| 4778 – 4793                                                 | 1993                | Berkhof                | 2000NL              | Voormalig eigendom van VAD en later Midnet. Werden ingezet op de Veluwe |            |
| 4802 – 4811                                                 | 1994                | Berkhof                | Europa 2000         | Ex-NZH. Bussen werden gebouwd op een Volvo B10M-KF5500 chassis. |            |
| 4812 – 4832                                                 | 1994                | Berkhof                | Europa 2000         | Ex-NZH. Deze serie stond op een DAF SB220 chassis. |            |
| 4851 – 4857                                                 | 1993                | Berkhof                | 2000NL              | Voormalig eigendom van TET en later Oostnet. Werden ingezet in Twente |            |
| 4858 – 4882                                                 | 1994                | Berkhof                | Europa 2000         | Ex-NZH. Serie werd gebouwd op een Volvo B10M-KF5500 chassis. |            |
| 4956 – 4966                                                 | 1995                | Den Oudsten            | B88                 | Deze bussen kwamen bij de NZH in dienst en waren gebouwd op een DAF SB220 chassis. |            |
| 4967 – 4990                                                 | 1995                | Berkhof                | 2000NL              | Ex-Midnet. Werden ingezet op de Veluwe. |            |
| 4991                                                        | 1994                | Smit                   | Orion               | Voorheen ZWN, daarvoor WN. Tourbus op Iveco chassis voor de Interliner. |            |
| 5000-serie                                                  | 1988 t/m 1992       | Den Oudsten            | B88                 | In de 5000-serie waren een heleboel Den Oudsten B88 bussen te vinden. Onderstaand de serie met voormalige vervoerders. Wagens gebouwd op DAF SB220 LC575 chassis: 5072 – 5099 (ZWN, ZWN-groep), 5100 – 5129 (NZH), 5130 – 5158 (WN, ZWN-groep), 5200 – 5219 (ZWN, ZWN-groep), 5220 – 5225 (WN, Midnet), 5226 – 5250 (NZH), 5269 – 5283 (ZWN-groep), 5284 – 5299 (NZH), 5300, 5302 (ZWN-groep), 5303 – 5306 (NZH), 5322 – 5331 (WN, ZWN-groep), 5332 – 5345 + 5383 – 5396 (ZWN, ZWN-groep), 5397 – 5401 (WN, ZWN-groep), 5418 – 5427 (NZH, ZWN-groep), 5428 – 5435 (ZWN), 5443 – 5455 + 5479 – 5485 (WN, ZWN-groep). Bus 5128 is in 2015 opgenomen in de collectie van het Haags Bus Museum.                                                                    |            |
| 5500 5501 – 5530 5539 – 5548                                | 1992 1993 1993      | Den Oudsten            | Alliance B91        | CN, Midnet |            |
| 5549 – 5566                                                 | 1993                | Den Oudsten            | Alliance B91        | ZWN, ZWN-groep |            |
| 5587 – 5611                                                 | 1994                | Den Oudsten            | Alliance B91        | Midnet |            |
| 5705 – 5710 5711 – 5713 5734 – 5736 5762 – 5770 5777 – 5779 | 1994 1995 1996 1996 | Berkhof                | Interliner          | Eerst serie kwam over van NZH. De tweede, derde en vierde serie van Midnet en reden op Interliner 330 (de huidige Hanzeliner). 5707 en 5708 zijn nooit in dienst van Connexxion gekomen. De laatste serie was van de ZWN-groep. |            |
| 5714 – 5717 5718 – 5729 5730 – 5733                         | 1995                | Den Oudsten            | Alliance B89i       | Intercity drieassers van Den Oudsten die werden ingezet op de Interliner ritten. De middelste serie was eerst eigendom van Hermes. Later nam Connexxion de 5719, 5721, 5723 en 5725 over. De andere twee series waren van Midnet en deden dienst op lijn 315 Lelystad – Groningen en lijn 330 Zwolle – Lelystad (nu Hanzeliner). |            |
| 5737 – 5741 5749 – 5759                                     | 1995 1996           | Berkhof                | 2000NL              | Op Volvo B10M chassis. Dit waren drieassige bussen die in dienst kwamen bij Midnet. |            |
| 5780 – 5782                                                 | 1997                | Berkhof                | Radial              | Ex-ZWN-Groep |            |
| 6002 – 6007                                                 | 1988                | Optare                 | Starrider           | Kwamen in dienst bij VAD, later bij CN en nog later bij Midnet. Gingen buiten dienst in 2001. |            |
| 6017 – 6025                                                 | 1994                | DAB                    | MidCity             | 6023-6025 voormalig RET 703, 705, 707 6023 in 1997 in huur bij Stadsvervoer Dordrecht Voormalig NZH Werden ingezet op de stadsdienst van Alkmaar. Gingen buiten dienst in 2003. |            |
| 6300-serie                                                  | 1989 t/m 1994       | Den Oudsten            | B88                 | In de 6300-serie waren een heleboel Den Oudsten B88 bussen te vinden. Hieronder een overzicht van alle series met de voormalige vervoerders. DAF SB220 LC520 chassis: 6300-6304 (NZH), 6305-6312 (WN, ZWN-groep), 6330-6334 (WN, ZWN-groep), 6335-6339 (NZH), 6364-6368 (WN, ZWN), Volvo B10M-50 chassis: 6354-6363 (VAD, Midnet), 6369-6373 (Midnet) |            |
| 6377 – 6380                                                 | 1996                | Dennis                 | Dart                | Ex-NZH Gebouwd op een Berkhof 2000NL-carrosserie. Gingen buiten dienst in 2003. |            |
| 6383 – 6385                                                 | 1996                | Q-bus                  | Q96                 | Afkomstig van Citax, daarvoor ZWN-groep. |            |
| 6388 – 6390                                                 | 1998                | Mercedes-Benz          | Vario               | Ex-Midnet |            |
| 6768 – 6773                                                 | 1989                | Smit                   | Orionliner          | Voormalig WN, ZWN-groep. |            |
| 6775 – 6798                                                 | 1990                | Smit                   | Orionliner          | Voormalig WN, ZWN-groep. |            |
| 6818 – 6820                                                 | 1993                | Berkhof                | Excellence 1000L    | Voormalig TET, Oostnet |            |
| 6821 – 6833                                                 | 1993                | Berkhof                | Excellence 1000L    | Voormalig GVM, Oostnet. Werden ingezet in Almere. |            |
| 7132 – 7141                                                 | 1994                | Berkhof                | Duvedec             | Ex-NZH, begonnen vanuit Zaandam |            |
| 7146 – 7149                                                 | 1995                | Berkhof                | 2000NL              | Ex-Midnet. Deze bussen zijn in 2005 overgegaan naar Connexxion Tours, op 7146 na, en hernummerd naar 870 (7149), 871 (7148), 876 (7147). De 7149 rijdt inmiddels bij Uitgaansbus. |            |
| 7150 – 7152                                                 | 1995                | Mercedes-Benz          | O 405G              | Ex-ZWN-Groep. |            |
| 7154 – 7158                                                 | 1996                | Mercedes-Benz          | O 405G              | Ex-ZWN-Groep. |            |
| 7160 – 7173                                                 | 1996                | Berkhof                | Duvedec             | Ex-NZH, begonnen vanuit Amstelland |            |
| 7174 – 7188                                                 | 1997                | Berkhof                | Duvedec             | Ex-NZH, begonnen vanuit Amstelland |            |
| 7662 – 7667                                                 | 1989                | Mercedes-Benz          | O405G               | ZWN, ZWN-groep, reden vanuit Krimpen aan den IJssel |            |
| 7673 – 7682                                                 | 1990                | Mercedes-Benz          | O405G               | WN, ZWN-groep, reden vanuit Krimpen aan de IJssel |            |
| 7683 – 7697                                                 |                     | Berkhof                | Duvedec             | Ex-NZH, begonnen vanuit Waterland. Geëxporteerd naar Novgorod, Rusland |            |
| 7705 – 7710                                                 | 1991                | Berkhof                | ST2000E             | Gelede bussen die eerder dienstdeden bij de VAD en later Midnet. |            |
| 7711 7776 – 7780                                            | 1991                | Berkhof                | Europa 2000         | Voorheen Oostnet, daarvoor TET |            |
| 7717 – 7718 7739 – 7743                                     | 1992 1991           | Den Oudsten/Volvo      | B88                 | Gelede stadsbussen voor Arnhem. Kregen in 1997 hun ESO-nummer, daarvoor een GVA-nummer. Reden eerder voor GVA, GVM en Oostnet |            |
| 7719 – 7738                                                 | 1991                | Berkhof                | Duvedec             | ex-NZH, begonnen vanuit Waterland behalve 7719 (Haarlem) |            |
| 7760 – 7769                                                 | 1991                | Den Oudsten            | B88 geleed          | Voormalig WN, ZWN-groep, Midnet |            |
| 7783 – 7792                                                 | 1991                | Mercedes-Benz          | O405G               | Voormalig WN en ZWN-groep, reden vanuit Krimpen aan den IJssel |            |
| 7795 – 7798                                                 | 1991                | Mercedes-Benz          | O405G               | Voormalig ZWN en ZWN-groep |            |
| 7916-7933, 7942-7956, 7958-7976, 7988-7988                  | 1982/1983           | DAF/Den Oudsten-Schenk | MBG205DKTL530       | In dienst gesteld bij NZH (Waterland), CN (Amstelland) en VAD (Flevopolder) Alleen 7917, 7921-7925, 7928, 7931, 7932, 7944, 7946, 7952, 7953, 7957, 7962, 7963, 7968, 7988-7992, 7994-7997 hebben nog bij Connexxion gereden |            |
| 9000 – 9014                                                 | 1997                | Berkhof                | Duvedec             | Ex-NZH, begonnen in Waterland. Deze serie heeft later nog in de huisstijl van Connexxion gereden. 9001 heeft nog een tijdje bij Connexxion Tours gereden. |            |
| 9015 – 9025 9034 – 9040                                     | 1998                | Den Oudsten            | Alliance B93        | Werden ingezet op de stadsdienst in Almere en kwamen in dienst bij Midnet. De bussen hadden een eigen huisstijl die werd behouden na de komst van Connexxion. Na 5 jaar dienst al buiten dienst, in 2004 werden de 9022, 9035 en 9021 verhuurd aan GVB Amsterdam en vernummerd in 597-599. |            |
| 9026 – 9033                                                 | 1997                | Mercedes-Benz          | O405G               | Kwamen in dienst bij de ZWN-groep en kregen later de huisstijl van Connexxion. 9028, 9031-9033 hebben later nog bij Connexxion Tours gereden. |            |
| 9041 – 9049                                                 | 1999                | Berkhof                | Duvedec             | Ex-Midnet. 9042 en 9043 waren van Arriva Touring (hebben nog steeds dezelfde kleurstelling). Deze twee bussen reden in december 2012 tijdelijk lijndiensten op lijn 12 in Leeuwarden. Overige bussen zijn geëxporteerd naar Roemenië voor vervoer van werknemers van de Daciafabriek. |            |
| 9050 – 9059                                                 | 1999                | Berkhof                | Duvedec             | Ex-NZH, begonnen vanuit Amsterdam. Werden allemaal in de huisstijl van Connexxion gespoten. 9051-9053, 9056, 9059 reden bij Connexxion Tours. De 9056 is opgenomen in de collectie van Stichting BRAM. |            |

## Vaartuigen

### Voormalig
- Voor het veer Maassluis-Rozenburg beschikte Connexxion tot 2018 over twee ponten. De "Blankenburg" uit 1965 met een capaciteit van 43 personenauto's en maximaal 380 personen en de "Staeldiep" uit 1970 met een capaciteit van 39 personenauto's en maximaal 380 personen.

- Voor de Fast Flying Ferry van Amsterdam naar Velsen beschikte Connexxion tot 2014 over vier vaartuigen van het type Voskhod 2M-FFF. Die boten heetten "Catharina-Amalia", "Karla", "Rosanna" en "Klaas Westdijk".[6]

- Voor de drie pontveren over het Noordzeekanaal beschikte Connexxion tot 1 juli 2013 over vijf diesel-elektrische ponten. De Rijksponten 4 en 6 waren gebouwd in 1933 door de Nederlandsche Dok en Scheepsbouw Maatschappij te Amsterdam. De Rijksponten 7, 8 en 9 waren gebouwd in 1935 door de Bouwwerf Klop te Sliedrecht. Eerste eigenaar was Rijkswaterstaat Stoompont Verendienst in Velsen, later werd dit Rijkswaterstaat directie Noord-Holland. De ponten waren lange tijd geel-wit geschilderd, sinds 2007 waren zij in het kleurenschema van Connexxion (geel-groen). Deze ponten waren overgenomen van Rijkswaterstaat. Toen Connexxion de concessie overnam waren er maximaal drie nodig.

- Voetveer "Vrevia", een éénriching veer met klep, over de Lek tussen Vianen en Nieuwegein werd van 2002 tot 1 juni 2011 door Connexxion geëxploiteerd in opdracht van stichting Vrevia (Vreeswijk-Vianen)